# Paesi Bassi

I Paesi Bassi nel globo

I Paesi Bassi (in olandese Nederland; in frisone Nederlân), spesso colloquialmente indicati impropriamente come Olanda, sono una delle quattro nazioni costitutive del Regno dei Paesi Bassi; si trovano principalmente in Europa, ma comprendono anche i cosiddetti Paesi Bassi caraibici (isole di Bonaire, Saba e Sint Eustatius, che hanno lo status di municipalità speciali).
Il nome Paesi Bassi è un riferimento alla sua bassa elevazione e alla sua topografia piatta, con solo il 50% circa del suo territorio che supera 1 metro sopra il livello del mare e quasi il 26% che scende sotto il livello del mare.
La maggior parte delle aree sotto il livello del mare, note come polder, sono il risultato di una bonifica iniziata nel XVI secolo. Con una popolazione di 18 milioni di persone, che vivono tutte su una superficie totale di circa 41 800 chilometri quadrati —di cui 33500 km² di terraferma— i Paesi Bassi sono il 12º paese più densamente popolato del mondo e il 5º paese più densamente popolato d'Europa, con una densità di 521 abitanti per km². Tuttavia è il secondo più grande esportatore mondiale di prodotti alimentari e agricoli (dopo gli Stati Uniti), grazie al suo suolo fertile, al clima mite, all'agricoltura intensiva e all'inventiva.
La parte europea confina a sud con il Belgio, mentre ad est confina con la Germania; a nord e ad ovest è invece bagnata dal mare del Nord. La capitale è Amsterdam, anche se la residenza del sovrano, la sede del parlamento e la sede del governo, nonché le ambasciate dei Paesi stranieri si trovano all'Aia. Le altre due città principali sono Rotterdam e Utrecht. Il Regno dei Paesi Bassi agisce come nazione unitaria in materia di difesa, politica estera e cittadinanza, mentre i Paesi Bassi, quale nazione costitutiva, agiscono come nazione indipendente per tutte le altre materie (ad esempio interni, sanità, istruzione e trasporti).
I Paesi Bassi hanno avuto un vasto impero coloniale che, al momento della sua massima espansione (XVII secolo), ne fece la principale potenza del commercio mondiale e la culla del capitalismo. Sono tra gli Stati fondatori della CECA, della CEE, e dell'Unione europea. Dal 2013 il loro sovrano è re Guglielmo Alessandro, mentre dal 2 luglio 2024 il capo del Governo è Dick Schoof.

## Nomenclatura
In italiano (e in numerose altre lingue) i termini Paesi Bassi e Olanda sono spesso utilizzati come sinonimi. In realtà il termine Olanda identifica soltanto due delle dodici province che formano i Paesi Bassi: l'Olanda Settentrionale e l'Olanda Meridionale.
Analogamente l'aggettivo "olandese" viene utilizzato per indicare tutto ciò che in generale attiene ai Paesi Bassi anziché strettamente all'Olanda.
Il termine "olandese" viene anche comunemente usato per indicare la lingua principale dei Paesi Bassi (parlata anche nelle Fiandre settentrionali, parte nederlandofona del Belgio), mentre a stretto rigore esso identifica i soli dialetti parlati nelle province dell'Olanda Settentrionale e dell'Olanda Meridionale; il termine neerlandese (o nederlandese) è il più corretto per identificare questa lingua, ma in italiano viene usato quasi esclusivamente in ambito accademico.

## Storia
Sottomesso da Giulio Cesare nel I secolo a.C., il sud del territorio costituì, con il Limes renano, la frontiera settentrionale del mondo romano fino alla caduta dell'Impero romano d'Occidente (V secolo).
In seguito alle Invasioni barbariche nell'area si stanziarono Sassoni, Batavi, Frisoni e Franchi. Nell'VIII secolo i Paesi Bassi erano parte dell'Impero carolingio fondato da Carlo Magno e nel X secolo del Sacro Romano Impero. Successivamente vi sorsero vari principati semi-indipendenti, formalmente soggetti all'Impero. In questo periodo si ebbe un evento naturale di grande importanza: il 14 dicembre 1287 una mareggiata distrusse la barriera di dune che separava il Mare del Nord dal lago Flevo, inondando in maniera permanente una parte consistente del territorio olandese: la regione attorno al lago Flevo divenne la baia dello Zuiderzee (oggi parzialmente prosciugato e trasformato nel lago IJsselmeer) ed il mare dei Wadden (che separa le attuali isole frisone dal continente) si allargò considerevolmente.
Nel XV secolo i Paesi Bassi passarono sotto il controllo diretto della famiglia imperiale degli Asburgo, ma nel XVI secolo la Riforma protestante fu accolta con favore dalla popolazione olandese nonostante fosse invisa all'imperatore Carlo V. Carlo finì per accettare la situazione, ma dopo la sua abdicazione (1556) l'intransigenza del suo erede Filippo II (re di Spagna) provocò una rivolta, che scoppiò nel 1566 nelle Fiandre e dilagò in tutto il Paese. Ad essere contestati furono soprattutto la politica accentratrice di Filippo (che aveva ridotto le autonomie locali) ed il rafforzamento dei poteri dell'Inquisizione.
Il re rispose inviando il Duca d'Alba, che nel 1567 mise a morte centinaia di rivoltosi. Guglielmo I d'Orange, capo della rivolta, fuggì in Germania, da cui tornò nel 1572 a scatenare una nuova insurrezione. La mediazione di Alessandro Farnese, che ripristinò le vecchie autonomie, recuperò alla Corona spagnola le province a maggioranza cattolica (il Belgio attuale); ma le province protestanti proseguirono nella lotta. Anche in virtù della bancarotta di Filippo II (1575) gli insorti proclamarono la propria indipendenza nel 1581, ma il nuovo Stato olandese, la Repubblica delle Sette Province Unite, fu riconosciuto dalla Spagna solo nel 1648, con la pace di Münster e la fine della guerra degli ottant'anni.
Il XVII secolo è considerato il secolo d'oro dei Paesi Bassi che godettero di grande prosperità. Gli olandesi, attraverso la Compagnia olandese delle Indie occidentali, fondarono numerose colonie in India, Indonesia, Africa e nelle Americhe, creando un impero commerciale che si estendeva su gran parte del globo. Tuttavia il secolo terminò con una serie di guerre che segnarono la fine dell'espansione olandese.
Il successivo XVIII secolo fu relativamente tranquillo, anche se il predominio commerciale olandese venne soppiantato da quello inglese, fino alla Rivoluzione francese del 1789: pochi anni dopo i francesi invasero i Paesi Bassi, dove costituirono dapprima la Repubblica Batava, poi il Regno di Olanda, unendoli infine alla Francia stessa.
Il Congresso di Vienna (1814-1815) restaurò lo stato olandese, ampliandolo: il Regno Unito dei Paesi Bassi (trasformato in una monarchia il cui sovrano discendeva dagli Statolder della Repubblica delle Sette Province Unite) comprendeva, oltre ai Paesi Bassi, anche l'attuale Belgio. Questa situazione non durò a lungo: nel 1830 il Belgio ottenne l'indipendenza grazie all'aiuto francese, mentre il Lussemburgo, già legato ai Paesi Bassi in virtù di un'unione personale, mantenne tale legame fino al 1890.
I Paesi Bassi proclamarono la propria neutralità in entrambe le guerre mondiali. Nella prima essa venne sostanzialmente rispettata e la guerra ebbe solo conseguenze di carattere economico (legate all'afflusso di profughi dal Belgio e all'interruzione di molte rotte commerciali, che rese difficoltosi il commercio e l'approvvigionamento di cibo).
Durante la seconda guerra mondiale, il Paese fu invece occupato dalla Germania nazista nel corso della campagna di Francia (1940); durante l'occupazione il Paese fu soggetto al Reichskommissariat Niederlande, diretto dal reichskommissar Arthur Seyß-Inquart. Nei cinque anni che seguirono gran parte della popolazione ebrea fu deportata nei campi di sterminio nazisti. La resistenza che si sviluppò fu assai ramificata e ben organizzata, ma gli Alleati vi fecero scarso affidamento. Nel 1942 i possedimenti coloniali olandesi in Asia (Indonesia ed isole adiacenti) vennero occupati dal Giappone. Nel settembre 1944 gli Alleati, dopo aver liberato Francia e Belgio, tentarono di superare il Reno nella regione fra Nimega ed Arnhem (operazione Market-Garden), ma l'audace operazione fallì e gran parte dei Paesi Bassi restò sotto il controllo tedesco. L'inverno successivo fu caratterizzato da una grave carestia, ed il Paese fu liberato solo nel maggio 1945.
Nel 1948 i Paesi Bassi formarono l'unione doganale del Benelux con Belgio e Lussemburgo, e a partire dal 1949 rinunciarono a gran parte del loro impero coloniale. Grazie anche agli aiuti statunitensi del Piano Marshall, la perdita delle colonie non portò a difficoltà economiche, anzi l'economia olandese attraversò una fase di rapida crescita.
Nel 1954 si interruppe anche il dominio coloniale dei Paesi Bassi su Suriname e Curaçao (che, assieme alle sue dipendenze, avrebbe in seguito assunto il nome di Antille Olandesi). Entrambi divennero parti di un regno federale, ottenendo autonomia negli affari interni. Nel 1975 il Suriname lasciò definitivamente il Regno dei Paesi Bassi e divenne una repubblica totalmente indipendente. Nel 1986 Aruba, fino ad allora parte delle Antille, ottenne lo status di nazione staccandosi dalle Antille Olandesi, ma restando parte del Regno. Il 10 ottobre 2010, in seguito a referendum, vi fu un'ulteriore evoluzione: le restanti Antille Olandesi si divisero e le cosiddette isole BES (Bonaire, Saba, Sint Eustatius) diventarono comuni a statuto speciale dei Paesi Bassi, mentre Curaçao e Sint Maarten ottennero lo status di nazioni costitutive del Regno.
A partire dal secondo dopoguerra la politica estera olandese è dominata dall'impegno a creare o rafforzare le istituzioni internazionali di cui fa parte, come l'ONU, la NATO e l'Unione europea.

## Geografia

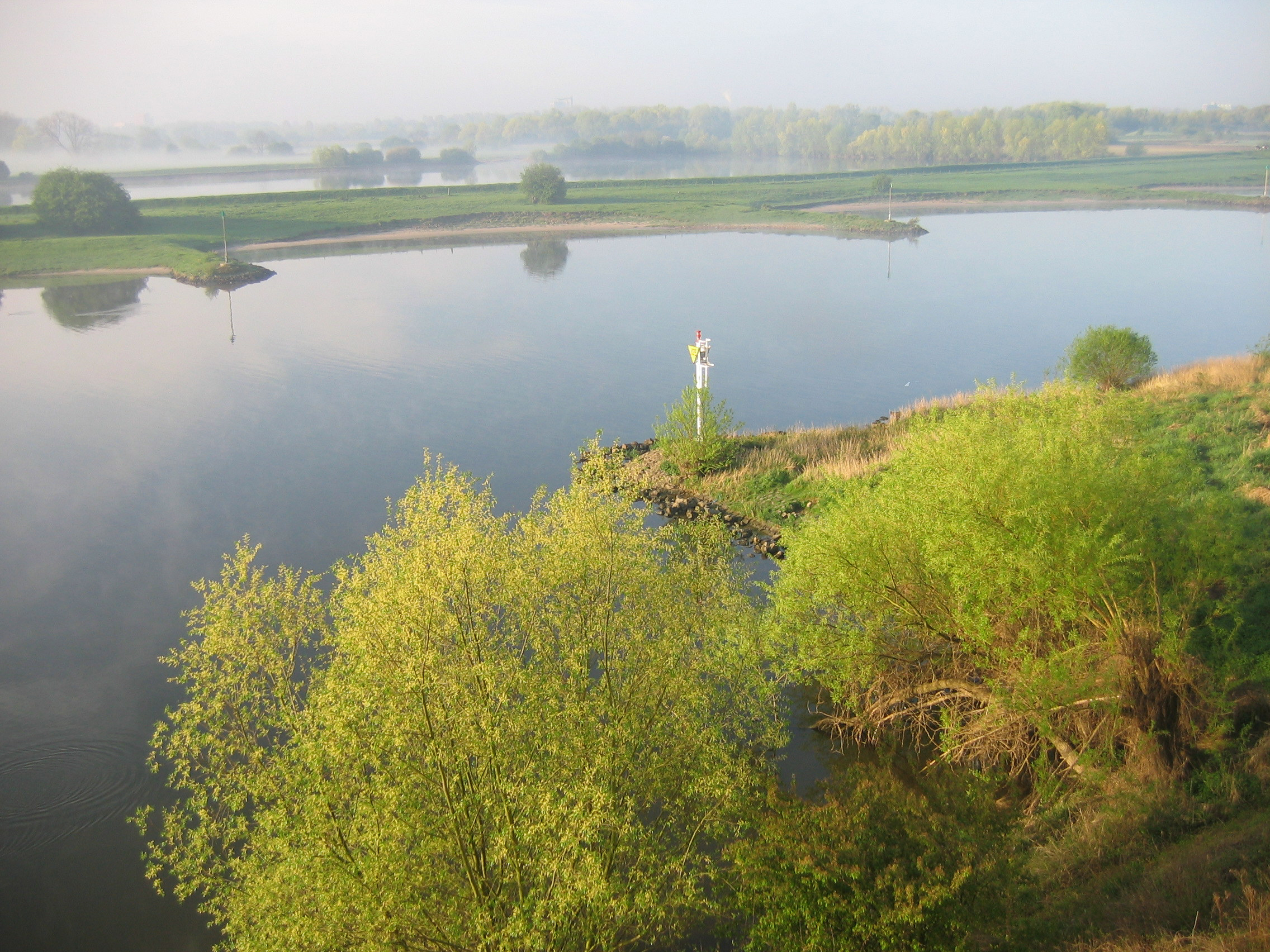
Tipico paesaggio dei Paesi Bassi.

La superficie totale dei Paesi Bassi è di 41543 km². Una catena di dune e dighe lungo le coste e le rive dei fiumi principali impediscono che queste zone vengano inondate, mentre numerose stazioni di pompaggio provvedono a rimuovere l'acqua piovana in eccesso.
La lotta per strappare il territorio al mare ed ai fiumi è uno dei temi ricorrenti della storia e della geografia olandese. Infatti buona parte del territorio è costituito da polder, ovvero da terreni strappati al mare, a lagune o a paludi costiere.
Il punto più elevato dei Paesi Bassi "continentali" è il Vaalserberg (321 m s.l.m.), nell'estremo sud-est del paese; ma è il Monte Scenery (840 m s.l.m.), un vulcano spento situato sull'isola di Saba nei Caraibi olandesi, a detenere il primato per l'intero Stato.

### Idrografia
La rete idrografica olandese ha caratteristiche peculiari. I Paesi Bassi sono divisi in due parti principali da un intricato sistema di fiumi che ha origine dalla Schelda (Schelde), e soprattutto dalla Mosa (Maas) e dal Reno (Rijn), che in territorio olandese formano un complicato delta, i cui rami principali sono noti come Waal, Lek, IJssel e Amstel.
Questa divisione è rilevante anche dal punto di vista culturale, come evidenziato dai differenti dialetti parlati nel nord e nel sud, ed ancor più dalla predominanza cattolica nella regione a sud dei fiumi e protestante calvinista nel nord, in particolare nelle province frisone a nord dell'IJssel.
La geografia olandese ha subito consistenti evoluzioni in età storica. Nel 1287 una grande tempesta travolse le dune costiere e permise al mare di riversarsi nell'interno del Paese, formando il golfo noto come Zuiderzee (Mare del Sud) ed allargando il Mare dei Wadden; si stima che questa inondazione abbia provocato almeno 50 000 vittime.
Un'altra regione particolarmente soggetta a inondazioni è quella del delta (in particolare la Zelanda). Questa regione fu al centro di un'alluvione che si verificò il 5 novembre 1530, provocando la morte di 100 000 persone. Gran parte delle Fiandre e della Zelanda furono allagate, compresa quella che ora è chiamata Verdronken Land (terra affogata), intorno all'antica città di Reimerswaal che, già seriamente danneggiata dall'alluvione del 1287, decadde rapidamente fino al definitivo abbandono del 1632 (quando fu ricostruita più a sud). La stessa regione fu la più colpita dall'ultima inondazione catastrofica del Paese: nella notte tra il 31 gennaio e il 1º febbraio 1953 una combinazione di alta marea e di vento molto forte da Nord-Ovest si abbatté sui Paesi Bassi allagando i polders, distruggendo vaste aree del paese e provocando la morte di 1 835 persone. L'inondazione interessò il 9% del terreno agricolo olandese e 1365 km² di territorio furono invasi dalle acque del mare. A causa del sale i campi inondati furono inutilizzabili per diversi anni.
Queste catastrofi spinsero il governo olandese a prendere provvedimenti. L'iniziativa più importante furono i cosiddetti Zuiderzeewerken, iniziati nella prima metà del XX secolo, che non si limitarono alla difesa dalle inondazioni, ma permisero di reclamare buona parte del territorio invaso dal mare nel 1287: infatti la costruzione (1932) della cosiddetta Afsluitdijk (diga di sbarramento) fra la Frisia e l'Olanda Settentrionale tornò a separare lo Zuiderzee dal mare, trasformandolo nel lago IJsselmeer; il lago fu poi parzialmente prosciugato, formando la provincia di Flevoland. Più recentemente il cosiddetto piano Delta (intrapreso a seguito dell'inondazione del 1953) ha messo in sicurezza la regione del delta e la Zelanda. I lavori furono terminati nel 1997 con il completamento della barriera di Maeslantkering, nel Nieuwe Waterweg, presso Rotterdam.

### Clima
Il clima dei Paesi Bassi è oceanico temperato, dunque è definibile perlopiù come atlantico sulle coste e verso l'interno continentale freddo. Gli inverni non sono eccessivamente freddi e le temperature medie di gennaio sono comprese tra i 2-2,5 °C della costa atlantica nord-occidentale e i 1-1,5 °C delle zone sud-orientali al confine con la Germania. In pieno inverno si possono alternare giornate piovose, nuvolose o variabili, da temperature massime anche oltre i 10 gradi sopra lo zero, e periodi in cui invece predominano masse d'aria di origine artica, con forti gelate che possono perdurare anche nelle ore diurne e portare al congelamento dei numerosi canali; in questi periodi non sono rare le nevicate, ma la persistenza della neve al suolo è in genere piuttosto breve. Ricorrenti i venti occidentali, soprattutto in autunno e in inverno, che solitamente portano maltempo e a volte possono essere molto forti. L'estate è fresca e moderatamente piovosa, con temperature medie di luglio comprese tra i 16 del litorale Atlantico settentrionale e i 19 °C delle zone sud-orientali. Le precipitazioni sono abbondanti (quasi ovunque comprese tra 600-1000 mm) e sono ben distribuite in ogni mese dell'anno, con un massimo relativo in autunno (ottobre-novembre) e un minimo, anch'esso non troppo pronunciato, in primavera (aprile).

## Società

### Popolazione
La popolazione dei Paesi Bassi è di 17 200 671 abitanti, con una densità di 409 ab./km² che è tra le più alte dell'Unione europea. La massima concentrazione è nel sistema urbano della Randstad Holland, nell'ovest del paese.

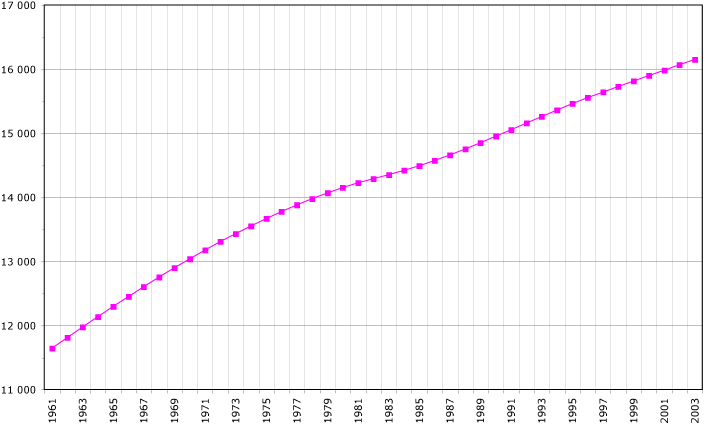
Popolazione in migliaia - Dati del 2005 a cura della FAO

### Etnie

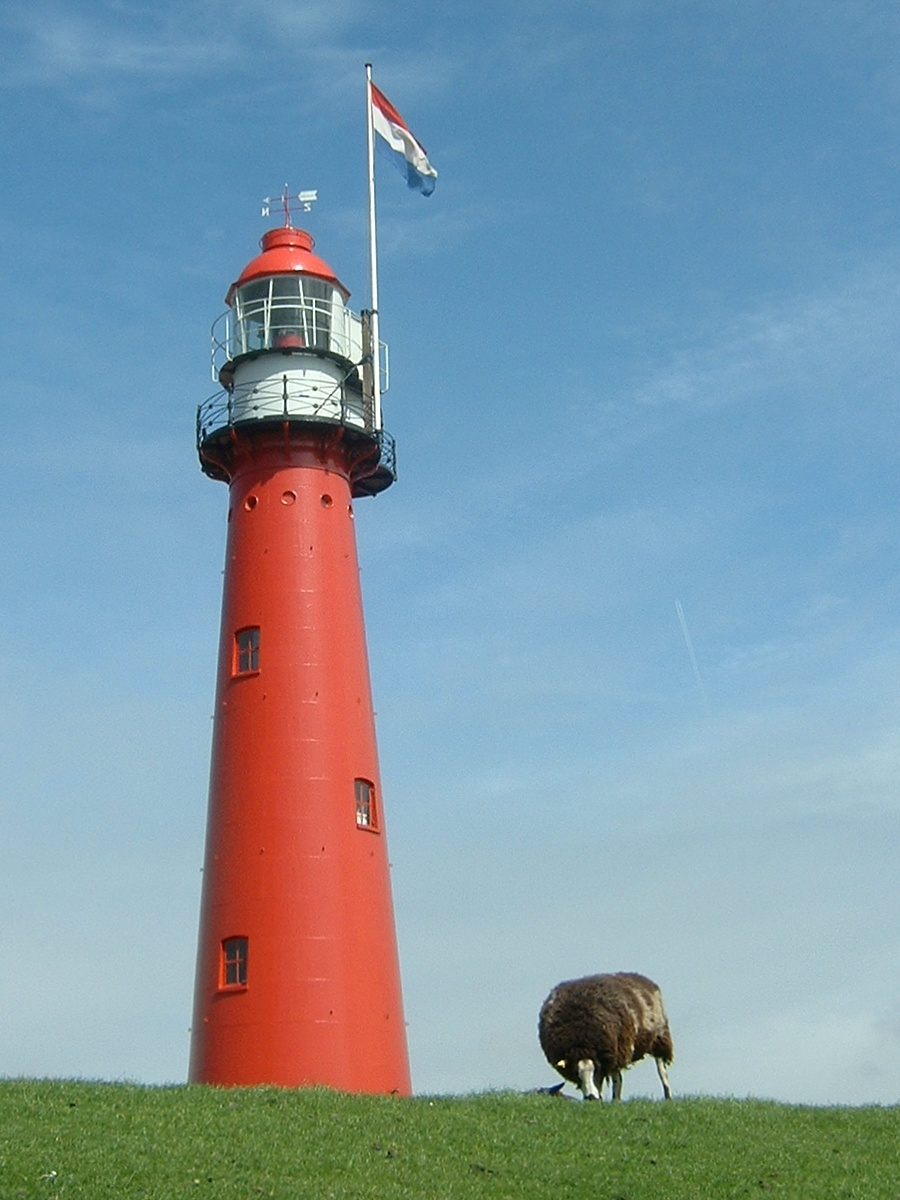
Il faro di Hoek van Holland.

Nei Paesi Bassi negli ultimi anni, come in altri stati dell'Unione europea, si è assistito a un ampio dibattito sul multiculturalismo. Si stima che circa il 22% della popolazione abbia uno o entrambi i genitori nati in un Paese estero, che la rende uno dei paesi con la più alta percentuale di immigrati, seconda solo alla Svizzera.
A fine 2016 l'ufficio centrale di statistica dei Paesi Bassi (CBS) stimava che all'inizio di quell'anno la composizione etnica del Paese fosse la seguente:
Popolazione residente totale: 16 980 000
- Nativi dei Paesi Bassi: 77,9% (13 227 000)
- Immigrati di origine occidentale (termine che secondo il CBS comprende anche gli indonesiani, mentre non comprende surinamesi ed antilliani): 9,8% (1 656 000)
- dei quali:
  - Indonesiani: 2,2% (367 000)
  - Tedeschi: 2,1% (360 000)
  - Polacchi: 0,9% (150 000)
  - Belgi: 0,7% (116 000)
  - Altri occidentali: 3,9% (663 000)
- Non occidentali 12,3% (2 097 000)
- dei quali:
  - Turchi: 2.3% (397 000)
  - Marocchini: 2.3% (386 000)
  - Surinamesi: 2.1% (349 000)
  - Antillani: 0.9% (151 000)
  - Rifugiati: (Iracheni, Afghani, Siriani, Somali, Iraniani, Eritrei): 1,3% (229 000)
  - Altri non occidentali: 3,4% (585 000)

Nel 2020, su una popolazione totale di 17 407 585 abitanti, ben 4 220 705 erano immigrati, ovvero il 24,25%, una delle percentuali più alte in Europa.
| Nazionalità | Popolazione (2020) | % Popolazione totale |
| ----------- | ------------------ | -------------------- |
| Turchia     | 416 864            | 2,395%               |
| Marocco     | 408 864            | 2,349%               |
| Suriname    | 356 402            | 2,047%               |
| Indonesia   | 356 029            | 2,045%               |
| Germania    | 349 284            | 2,006%               |
| Polonia     | 198 024            | 1,138%               |
| Belgio      | 121 019            | 0,695%               |
| Siria       | 105 440            | 0,606%               |
| Regno Unito | 94 915             | 0,545%               |
| Cina        | 81 534             | 0,468%               |
| Iraq        | 64 653             | 0,371%               |
| Italia      | 60 013             | 0,345%               |
| India       | 56 462             | 0,324%               |
| Afghanistan | 50 403             | 0,289%               |
| Spagna      | 49 116             | 0,282%               |

#### Il caso di Rotterdam
La città di Rotterdam è un caso degno di nota: infatti nel 2015 circa metà della popolazione aveva almeno un genitore non olandese, mentre erano molto numerose le minoranze surinamese (8,3%), turca (7,5%), marocchina (6,9%) ed antillana (3,9%). Questa composizione etnica anomala è dovuta in larga parte alla sostituzione degli autoctoni (che tendono a spostarsi nei sobborghi) con immigrati o con loro discendenti: il fenomeno è particolarmente evidente nelle scuole, dove circa due bambini su tre sono immigrati o figli di immigrati. Questa composizione etnica ha ripercussioni anche a livello religioso, poiché la presenza musulmana (circa 13% nel 2013) supera di molto la media olandese; anche la presenza di persone non religiose (48%) è sopra la media olandese, mentre le fedi cristiane (15% cattolici e 10% protestanti) sono decisamente sotto la media nazionale.

### Religione

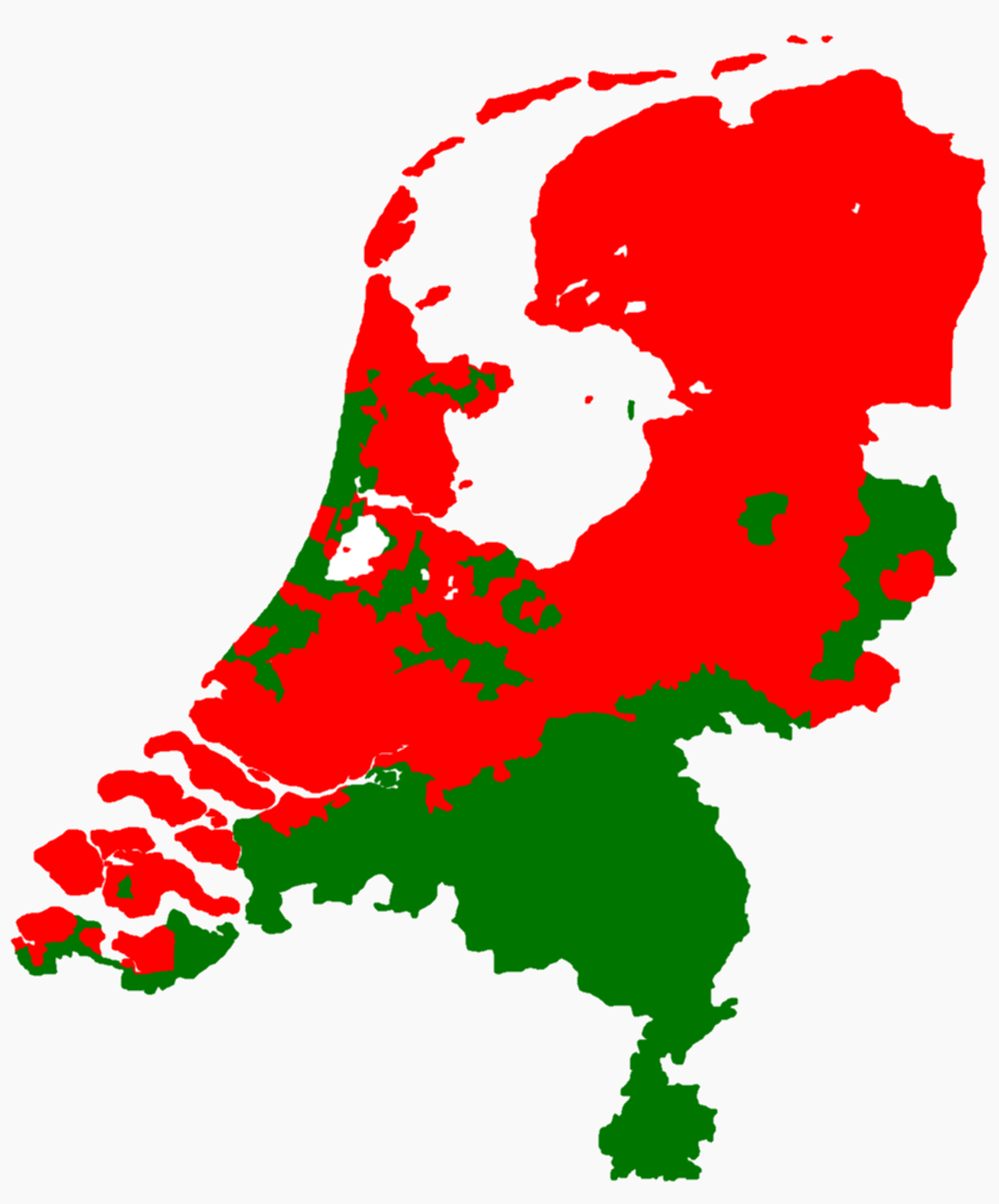
Mappa religiosa dei Paesi Bassi nel XIX secolo

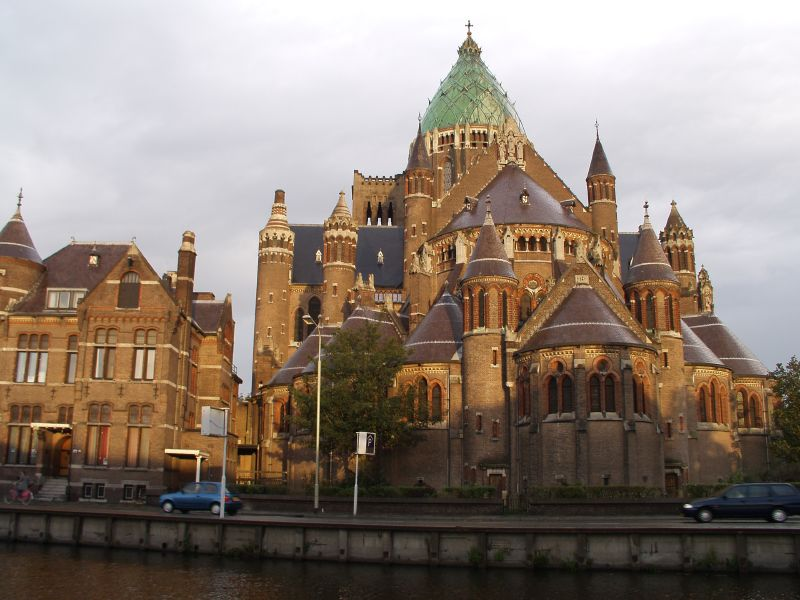
Cattedrale di San Bavone (Haarlem)

I Paesi Bassi è un Paese con la più alta percentuale di abitanti non religiosi, infatti nel 2013 il 47% degli adulti dichiaravano di non riconoscersi in alcuna religione. La maggior parte di chi ha dichiarato di essere seguace di una religione è membro di una delle tradizionali chiese cristiane (25% cattolici; 16% protestanti, di cui il 7% fa parte della chiesa riformata olandese, il 5% di chiese calviniste ed il 4% di altre chiese riformate), mentre le religioni non tradizionali raccoglievano il rimanente 12% della popolazione; fra di esse la più importante era l'Islam (5% della popolazione), ma vi erano piccole ma significative presenze anche di buddisti, induisti, ebrei. Anche coloro che si dichiaravano religiosi spesso non frequentavano i rispettivi luoghi di culto, visto che solo il 60% dei protestanti, il 38% dei musulmani ed il 17% dei cattolici dichiarava di recarsi in chiesa o in moschea almeno una volta al mese. Di fianco a una maggioranza non religiosa, nei Paesi Bassi vi è una cintura della Bibbia che ospita comunità calviniste ortodosse.
Fino alla seconda guerra mondiale la minoranza ebraica ammontava a 140 000 unità; a causa della Shoah (102 000 vittime) e della successiva emigrazione verso Israele, questo numero è fortemente diminuito ed oggi si stimano solo poche decine di migliaia di ebrei (circa lo 0,1% della popolazione).
A partire dagli anni sessanta l'arrivo di lavoratori stranieri (specialmente dalla Turchia, dal Marocco e da altri paesi del Maghreb) e di numerosi cittadini olandesi originari delle colonie ha fortemente aumentato il numero di musulmani nei Paesi Bassi. Oggi i musulmani sono circa il 5% della popolazione (e si avvicinano quindi al milione).
Fin dal XV secolo i Paesi Bassi sono stati considerati uno dei luoghi più tolleranti del mondo in materia religiosa. Tuttavia, negli ultimi anni gli omicidi del politico Pim Fortuyn (nel 2002, ad opera di un estremista di sinistra) e del regista Theo van Gogh (nel 2004, ad opera dell'estremista islamico Mohammed Bouyeri) hanno parzialmente scosso la fiducia dell'opinione pubblica in questo approccio.

### Lingue
La lingua nazionale è l'olandese (conosciuto anche, specialmente a livello accademico, come nederlandese o neerlandese), che è una lingua germanica. Inoltre il frisone occidentale è parlato da circa 700 000 persone nella provincia della Frisia e nelle vicinanze: la Frisia è infatti una regione bilingue, in quanto sia il frisone sia il nederlandese sono riconosciuti come lingue ufficiali. Anche l'inglese ed il papiamento sono riconosciuti regionalmente come lingue ufficiali. Inoltre sono parlati il basso sassone, parlato nel nord-est (Groninga, Drenthe, Overijssel, Gheldria settentrionale), e il limburghese (nel Limburgo), che hanno qualche forma di riconoscimento ufficiale. Altri dialetti rilevanti sono il brabantino nella provincia del Brabante Settentrionale e il dialetto olandese (l'hollandese) nelle province dell'Olanda Meridionale e dell'Olanda Settentrionale.
Vi sono poi le lingue parlate dai numerosi immigrati, fra cui l'arabo, il turco, il cinese, il malese e le altre lingue della regione indonesiana.
Infine, buona parte della popolazione conosce almeno l'inglese e ha nozioni di francese e di tedesco.

## Ordinamento e istituzioni

### Suddivisioni amministrative
Il Paese è diviso in 12 Province: Brabante Settentrionale (Noord Brabant), Drenthe, Flevoland, Frisia (Friesland), Gheldria (Gelderland), Groninga (Groningen), Limburgo (Limburg), Olanda Meridionale (Zuid Holland), Olanda Settentrionale (Noord Holland), Utrecht, Overijssel e Zelanda (Zeeland), a loro volte divise in un totale di 380 municipalità ordinarie (gemeenten) e 3 municipalità speciali (Bonaire, Sint Eustatius e Saba); esse sono governate rispettivamente da consigli provinciali e municipali.

### Città principali
Le città con il maggior numero di abitanti sono Amsterdam, Rotterdam, L'Aia e Utrecht.
| 1  | Amsterdam | Olanda Settentrionale   | 808 032 | 11 | Enschede         | Overijssel              | 158 589 |
| 2  | Rotterdam | Olanda Meridionale      | 616 042 | 12 | Apeldoorn        | Gheldria                | 157 510 |
| 3  | L'Aia     | Olanda Meridionale      | 508 634 | 13 | Haarlem          | Olanda Settentrionale   | 154 600 |
| 4  | Utrecht   | Utrecht                 | 326 516 | 14 | Arnhem           | Gheldria                | 150 673 |
| 5  | Eindhoven | Brabante Settentrionale | 220 836 | 15 | Amersfoort       | Utrecht                 | 150 608 |
| 6  | Tilburg   | Brabante Settentrionale | 209 788 | 16 | Zaanstad         | Olanda Settentrionale   | 150 510 |
| 7  | Groninga  | Groninga                | 198 123 | 17 | Haarlemmermeer   | Olanda Settentrionale   | 144 231 |
| 8  | Almere    | Flevoland               | 195 845 | 18 | 's-Hertogenbosch | Brabante Settentrionale | 143 590 |
| 9  | Breda     | Brabante Settentrionale | 179 823 | 19 | Zoetermeer       | Olanda Meridionale      | 123 522 |
| 10 | Nimega    | Gheldria                | 167 613 | 20 | Zwolle           | Overijssel              | 122 878 |

### Costituzione
L'attuale Costituzione dei Paesi Bassi risale al 24 agosto 1815 ed è denominata Costituzione del Regno dei Paesi Bassi.

### Ordinamento scolastico
L'istruzione elementare (fra i 6 e i 12 anni) è stata resa obbligatoria nel 1900 (l'obbligo fu poi esteso fino ai 15 anni nel 1969 e fino a 16 anni nel 1975) e l'analfabetismo è praticamente scomparso.
Nei Paesi Bassi l'istruzione è obbligatoria fra i 5 e i 16 anni. Esistono scuole pubbliche, scuole speciali e scuole private. Le scuole pubbliche sono finanziate dal governo e controllate dalle amministrazioni locali. Le scuole speciali ricevono dal governo il medesimo trattamento finanziario delle scuole pubbliche, ma rispondono a una particolare commissione: queste scuole sono generalmente basate su qualche genere di religione, ideologia o filosofia educativa, per cui esistono ad esempio scuole speciali cattoliche, o scuole speciali basate sul metodo Montessori. Le scuole speciali possono rifiutarsi di ammettere uno studente nel caso i suoi genitori (o lui stesso, se maggiorenne) indichino di non rispettare i valori morali propugnati dalla scuola stessa. Le scuole private non ricevono fondi governativi e godono di maggiori libertà (riguardo ad es. alle ammissioni). Tuttavia, come tutte le altre scuole, anche le scuole private sono soggette al controllo di un'agenzia governativa chiamata Onderwijsinspectie (ispettorato dell'educazione), che ha il potere di chiuderle nel caso di gravi violazioni.
Le scuole si dividono in elementari (Basisonderwijs, della durata di 8 anni; le prime due classi comprendono bambini di 4 e 5 anni), secondarie (Voortgezet Onderwijs, da 4 a 6 anni, a seconda del tipo di scuola; coloro che seguono un corso di 6 anni possono accedere direttamente all'università) e terziarie o professionali (di diversi tipi e che forniscono una specializzazione professionale o consentono di intraprendere studi universitari).
Nei Paesi Bassi si possono scegliere una serie di tipi di scuole superiori. Il livello più pratico, paragonabile agli istituti professionali italiani, è il VMBO. Seguono Havo e VWO (che include Atheneum e Gymnasium), che danno tutti accesso all'università: il primo con uno o più anni integrativi, che si chiamano classi ponte. Nel 1575 il principe Guglielmo I d'Orange fonda la più antica università dei Paesi Bassi: l'Università di Leida.
Le Università in Olanda offrono la possibilità di studiare in inglese a prezzi ragionevoli, seppure con differenze sostanziali tra applicanti UE e non-UE..In particolare, l'Università di Leida è tra le principali in Europa secondo quattro importanti rank internazionali e le tasse universitarie variano dai 2 000 ai 15 000 euro l'anno.

### Sistema sanitario
Il Sistema sanitario è privatizzato, gestito da numerose assicurazioni. Il contratto con l'assicurazione, per legge, deve essere stipulato entro 4 mesi dal trasferimento nei Paesi Bassi. Per iniziare questo contratto viene richiesto il "Burgerservicenummer" (BSN), ossia il numero di registrazione al comune di residenza.

### Forze armate

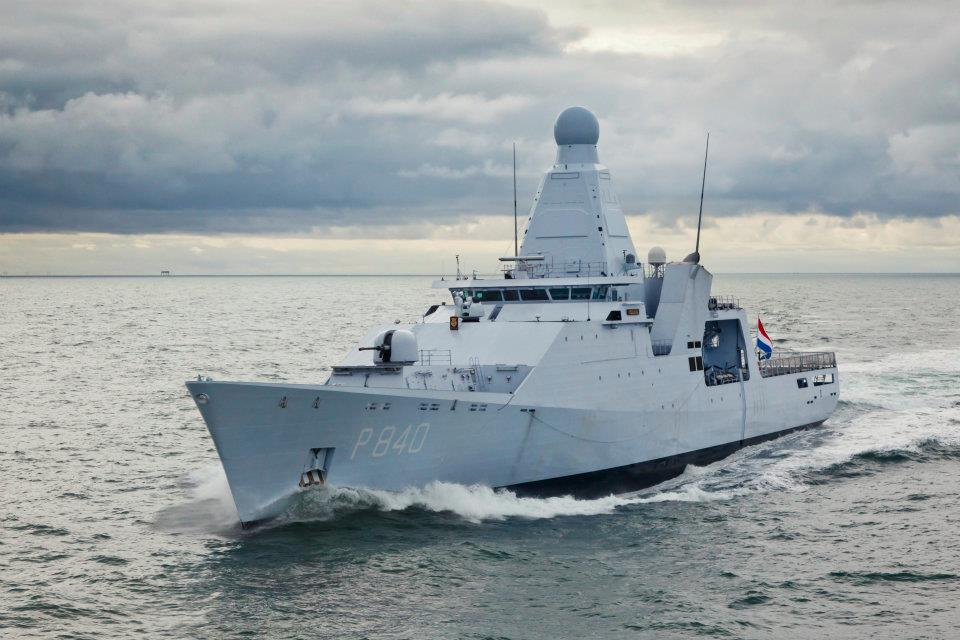
Una nave della Koninklijke Marine

Le forze armate dei Paesi Bassi sono:
- Esercito (Koninklijke Landmacht)
- Aviazione (Koninklijke Luchtmacht)
- Marina (Koninklijke Marine)

Le forze di polizia sono:
- Korps landelijke politiediensten - polizia operante a livello nazionale;
- Koninklijke Marechaussee, con compiti di gendarmeria e funzioni di polizia militare;
- Korps Politie Caribisch Nederland, polizia operante nei Paesi Bassi caraibici.

## Politica

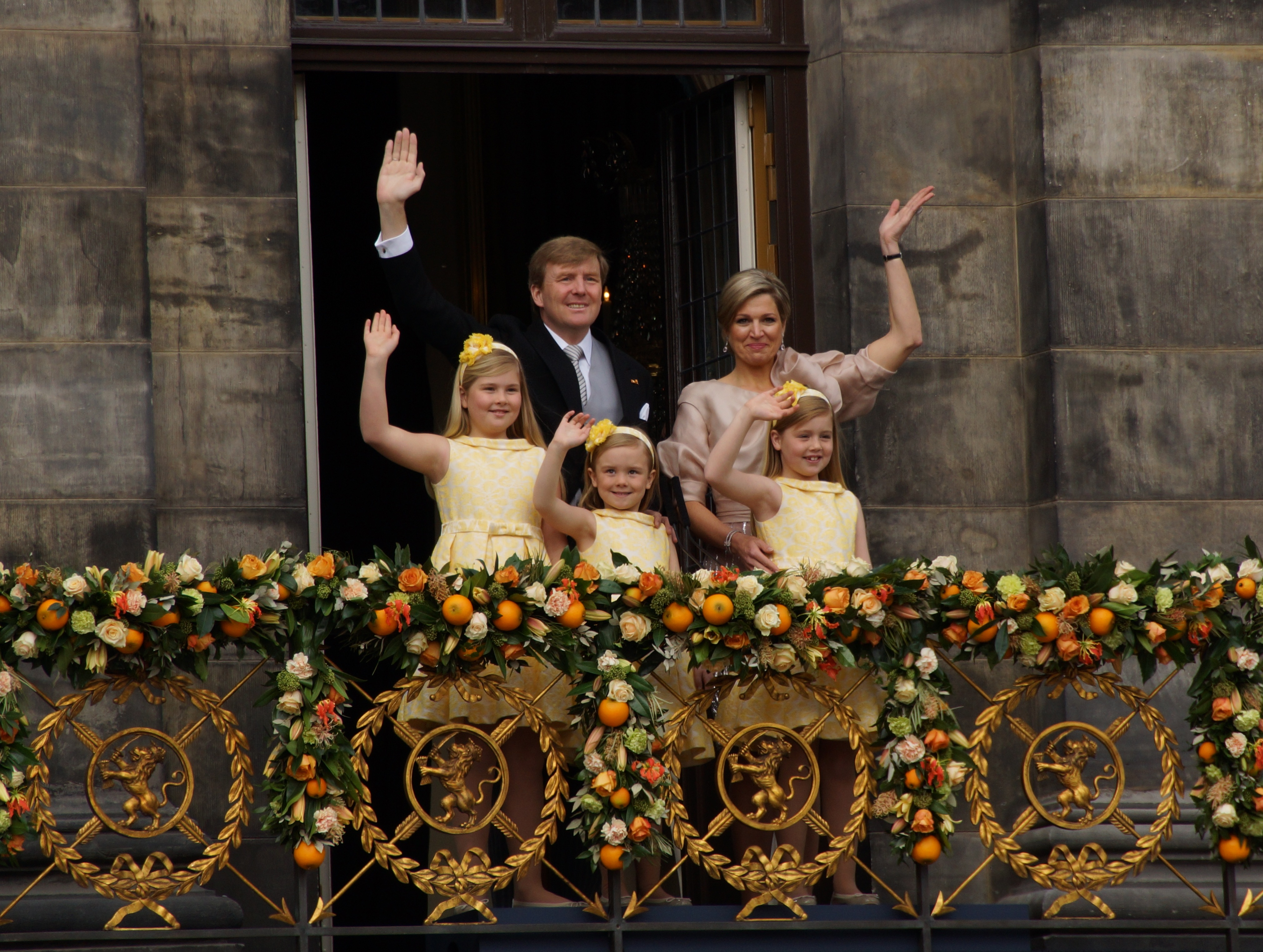
Re Guglielmo Alessandro dei Paesi Bassi il 30 aprile 2013, con la moglie Máxima e le figlie, le principesse Catharina-Amalia, Alexia e Ariane.

Il Regno si fonda sullo Statuto del Regno dei Paesi Bassi; questo documento è applicabile in ogni parte del regno. I Paesi Bassi a sua volta hanno la propria costituzione: Grondwet van het Konijnkrijk der Nederlanden, adottata fin dalla fondazione del regno (1815).
Il sovrano ha un ruolo largamente cerimoniale; i suoi compiti principali sono la scelta del ministro-presidente e la nomina dei giudici. Il sovrano può essere sia un re che una regina, ma curiosamente tutti i sovrani del XX secolo sono stati delle regine.
Con il dissolvimento delle Antille Olandesi avvenuto il 10 ottobre 2010, Curaçao e Sint Maarten hanno affiancato Aruba quali stati autonomi costitutivi del Regno dei Paesi Bassi. Bonaire, Saba e Sint Eustatius sono diventate municipalità speciali dei Paesi Bassi (bijzondere gemeenten) ovvero come openbaar lichaam. Queste municipalità, pur non facendo parte di alcuna provincia, somigliano sotto molti aspetti ad ordinari comuni dei Paesi Bassi (hanno un sindaco ed un consiglio comunale), e sono soggette alla legge dei Paesi Bassi, sebbene mantengano transitoriamente le leggi delle Antille Olandesi Ci sono, comunque, alcune deroghe per queste isole a causa della loro distanza dai Paesi Bassi continentali, quali, ad esempio, l'uso del dollaro statunitense invece dell'euro quale moneta ufficiale.
Il Governo del Regno consiste del governo dei Paesi Bassi e di un ministro per ciascuno Stato caraibico (Aruba, Curaçao e Sint Maarten); le municipalità speciali sono invece rappresentate nel governo dei Paesi Bassi facendo parte integrante di questi e potendo votare per il parlamento di Amsterdam.
Per Bonaire, Saba e Sint Eustatius, è in fase di definizione per la concessione dello status di Regioni Ultraperiferiche dell'Unione europea.
Il Parlamento (noto come Stati Generali) esercita il potere legislativo ed è composto di una camera bassa (150 membri) ed una camera alta (75 membri) con poteri ridotti.
Dopo essere stati coinvolti nella Seconda guerra mondiale i Paesi Bassi hanno abbandonato la loro tradizionale neutralità, proponendosi di favorire l'integrazione europea, le relazioni transatlantiche, lo sviluppo del Terzo Mondo, la diffusione della democrazia ed il rispetto del diritto internazionale e dei diritti umani. I Paesi Bassi generalmente perseguono i propri interessi nel quadro di organizzazioni multilaterali come l'Unione europea, l'ONU e molte altre.
La politica dei Paesi Bassi in materia di sicurezza è principalmente basata sulla partecipazione alla NATO, di cui il paese è membro dal 1949. I Paesi Bassi hanno inviato truppe per le forze di peacekeeping dell'ONU in Bosnia. Molto più controverso è stato l'invio di un contingente di oltre 1 000 uomini nella coalizione internazionale dell'Iraq, tanto che nella primavera 2005 questo è stato ritirato. Un altro contingente olandese ha collaborato per una decina di anni con le operazioni dell'ISAF in Afghanistan; questo contingente normalmente superava il migliaio di uomini, ma nel luglio 2014 ne comprendeva solo 200.

## Economia

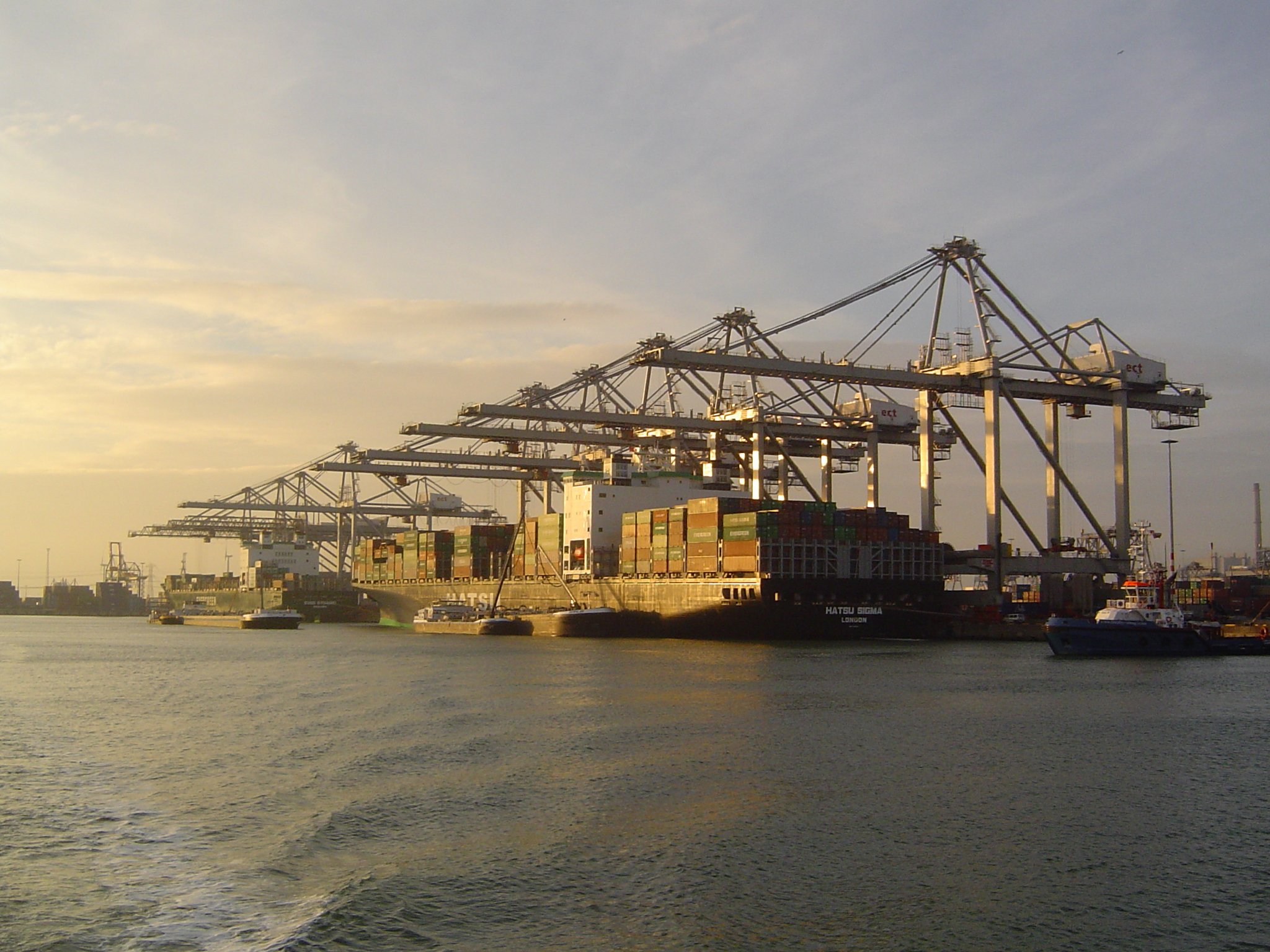
Il Porto di Rotterdam è il più grande d'Europa.

I Paesi Bassi hanno un'economia prospera ed aperta, nella quale il governo ha alquanto ridotto il proprio ruolo a partire dagli anni ottanta. Il settore pubblico raccoglie comunque il 46% del PIL.
Come in gran parte delle economie più sviluppate, il principale settore economico è quello dei servizi, che contribuisce molto più della metà del PIL. In particolare sono importanti le imprese di trasporto e distribuzione, le banche e le assicurazioni.
Molto sviluppato è il settore della progettazione architettonica ed urbanistica, che concentra in questo paese almeno una decina dei primi cento studi di architettura del mondo.
L'attività industriale ed estrattiva fornisce circa il 30% del PIL. Le industrie più sviluppate sono quella chimica, quella alimentare, quella elettrica ed elettronica e quella delle costruzioni. I Paesi Bassi sono anche importanti produttori di gas naturale. Il gas del campo di Slochteren (a nord del paese) è arrivato a generare due terzi degli oltre 200 miliardi di euro di proventi. Gli eventi sismici legati all'estrazione del gas sono diventati più frequenti e il problema ha in più occasioni scatenato la protesta della popolazione locale.
Raffinerie di petrolio si trovano presso Amsterdam, Rotterdam e Vlissingen. A Borsele è attivo un reattore nucleare. Importante è la produzione di fibre tessili (artificiali e sintetiche) e concimi. Sale, cloro e soda sono prodotti a Hengelo e presso Delfzijl. L’industria siderurgica ha i suoi poli a IJmuiden, Budel, Arnhem, Delfzijl, Rotterdam.
Nei Paesi Bassi hanno sede alcune grandi compagnie multinazionali come Unilever (agroalimentare e prodotti per l’igiene), Philips e ASML (elettronica), Stellantis e Renault (automobili), Heineken (birra). L’industria meccanica comprende cantieri navali, fabbriche automobilistiche (a Eindhoven, Born e Amersfoort) e officine ferroviarie (a Tilburg e Utrecht). Le industrie tessili si localizzano a Twente (cotone) e a Tilburg (lana). Si segnalano le produzioni di tabacco, zucchero, margarina, cacao e cioccolata, birra, liquori, cannabis, cuoio, diamanti, porcellane e ceramiche. Notevole anche la produzione di formaggi (Alkmaar, Gouda, Leiden, Woerden).
Il settore agricolo contribuisce circa il 4% del PIL, ed impiega il 4% della manodopera attiva. Grazie all'elevata meccanizzazione, l'agricoltura olandese fornisce grandi surplus che possono essere destinati all'industria alimentare ed esportati. I Paesi Bassi sono al terzo posto al mondo per valore delle loro esportazioni agricole. Inoltre è nota la produzione di diamanti specializzati nelle città dell'Holland Randstand.
E nel settore economico un importante contributo venne dato da Jan Tinbergen, che, assieme al norvegese Ragnar Frisch, fu il primo vincitore del Premio Nobel per l'economia, nel 1969, per aver sviluppato e applicato modelli dinamici per l'analisi dei processi economici.

## Turismo

### Città
La principale attrazione turistica dei Paesi Bassi è la capitale Amsterdam, detta da alcuni "la Venezia del nord" per via del centro storico attraversato da numerosi canali. Fra le altre cose, Amsterdam è famosa per la sua atmosfera cosmopolita e variegata che comprende attrazioni come il quartiere a luci rosse e i suoi Coffee-shop. Fra le altre città, le più importanti dal punto di vista turistico sono probabilmente L'Aia, dove ha sede il governo; Delft, famosa per le sue ceramiche (Delfts blauw); Rotterdam, che ha il porto più grande d'Europa, Utrecht e Haarlem. Fra i centri minori si segnalano Maastricht; Nimega, la città più antica del paese; 's Hertogenbosch (Den Bosch), Deventer, Eindhoven, Groninga, Volendam e Marken.

#### Musei
I musei più importanti e famosi dei Paesi Bassi sono il Rijksmuseum ed il Van Gogh Museum, entrambi situati ad Amsterdam. Ad Amsterdam si trova anche la casa di Anna Frank, ora trasformata in museo.
Fuori da Amsterdam si segnalano il Museo Frans Hals di Haarlem, la Mauritshuis e il Gemeentemuseum dell'Aia, il Museo Boijmans van Beuningen di Rotterdam, il Van Abbemuseum di Eindhoven nel Noord-Brabant, ed il Museo Kröller-Müller, situato nel parco nazionale degli Hoge Veluwe.

## Ambiente
Il paesaggio olandese è piatto, verdeggiante e percorso da molti fiumi.
Attrazioni particolari sono costituite dalle dighe (ad es. quelle del Piano Delta, o la grande Afsluitdijk), dai campi di tulipani e dai mulini a vento.
Sono numerose le dune, specialmente lungo le coste, ma anche nell'interno (ad es. nel parco degli Hoge Veluwe in Gheldria e nel Parco nazionale De Loonse en Drunense Duinen in Brabante Settentrionale).
Le coste sono basse e sabbiose. Nel nord le Isole Frisone Occidentali (Waddeneilanden) sono separate dal continente dal mare dei Wadden (Waddenzee, mare dei guadi) che presenta fondali così bassi che con la bassa marea è possibile camminare dalla costa fino alle isole. Le isole stesse (Texel, Vlieland, Terschelling, Ameland e Schiermonnikoog oltre alle disabitate Noorderhaaks, Rottumerplaat e Rottumeroog) sono grandi banchi di sabbia che proteggono la costa, coperte da dune e da foreste di pini.

### Parchi nazionali
I parchi nazionali Olandesi coprono 1065 km², ovvero circa il 3% del territorio dei Paesi Bassi. I parchi sono piuttosto piccoli e non sono pensati per custodire delle grandi meraviglie naturali, ma per preservare aree particolari che sono rimaste relativamente immuni allo sviluppo agricolo ed industriale.
Al momento esistono 20 parchi nazionali. I più famosi il De Hoge Veluwe, il De Biesbosch, il parco di Schiermonnikoog (sull'omonima isola) e la riserva di Oostvaardersplassen.

## Cultura

### Architettura

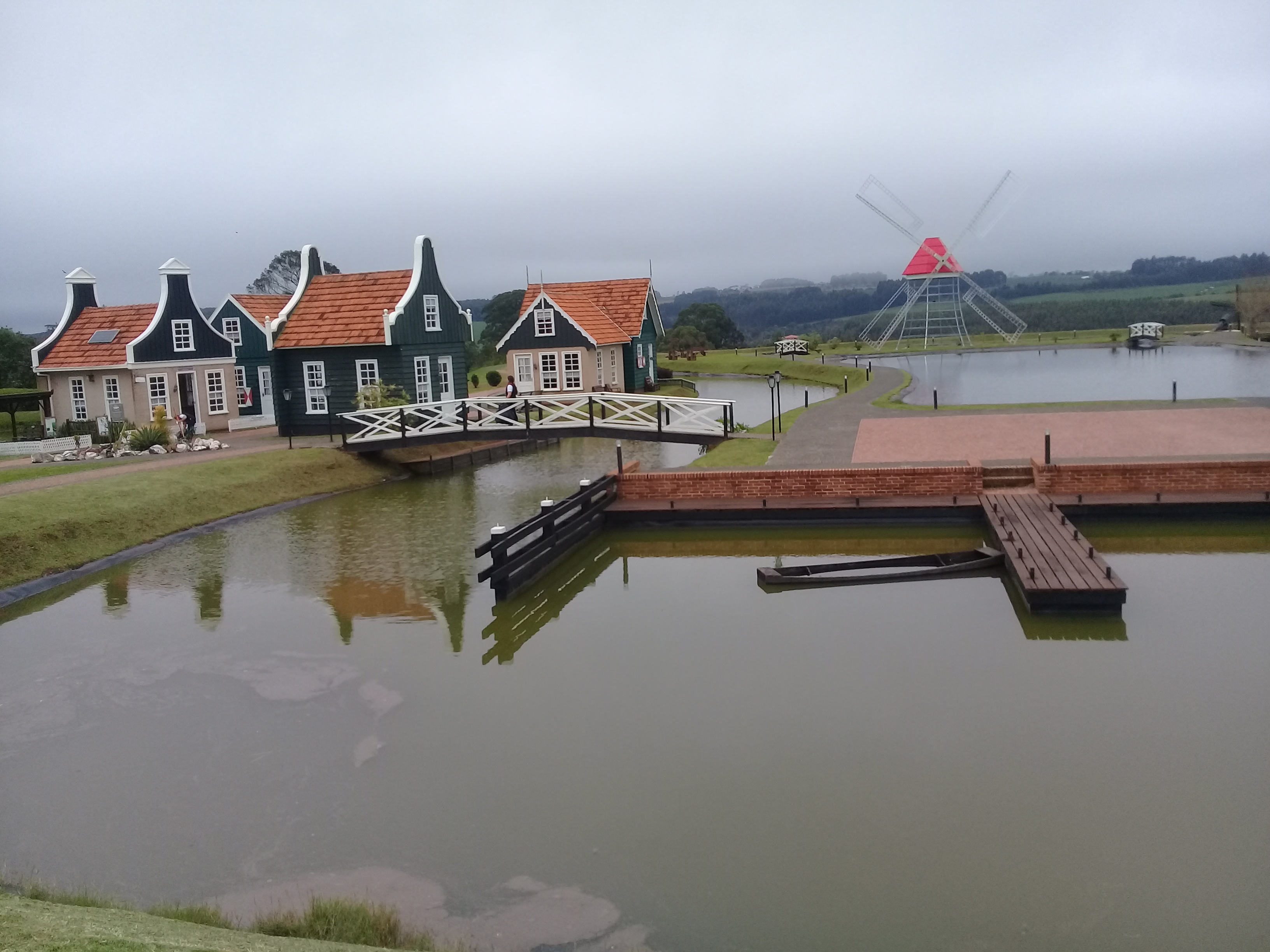
Vista sul mulino del Carambeí Historical Park e case in architettura olandese sulla sinistra

Tra i più noti architetti olandesi possiamo ricordare Hendrik Petrus Berlage, tra i padri dell'architettura della cosiddetta Scuola di Amsterdam e Rem Koolhaas, esponente del decostruttivismo.

### Pittura e arti figurative

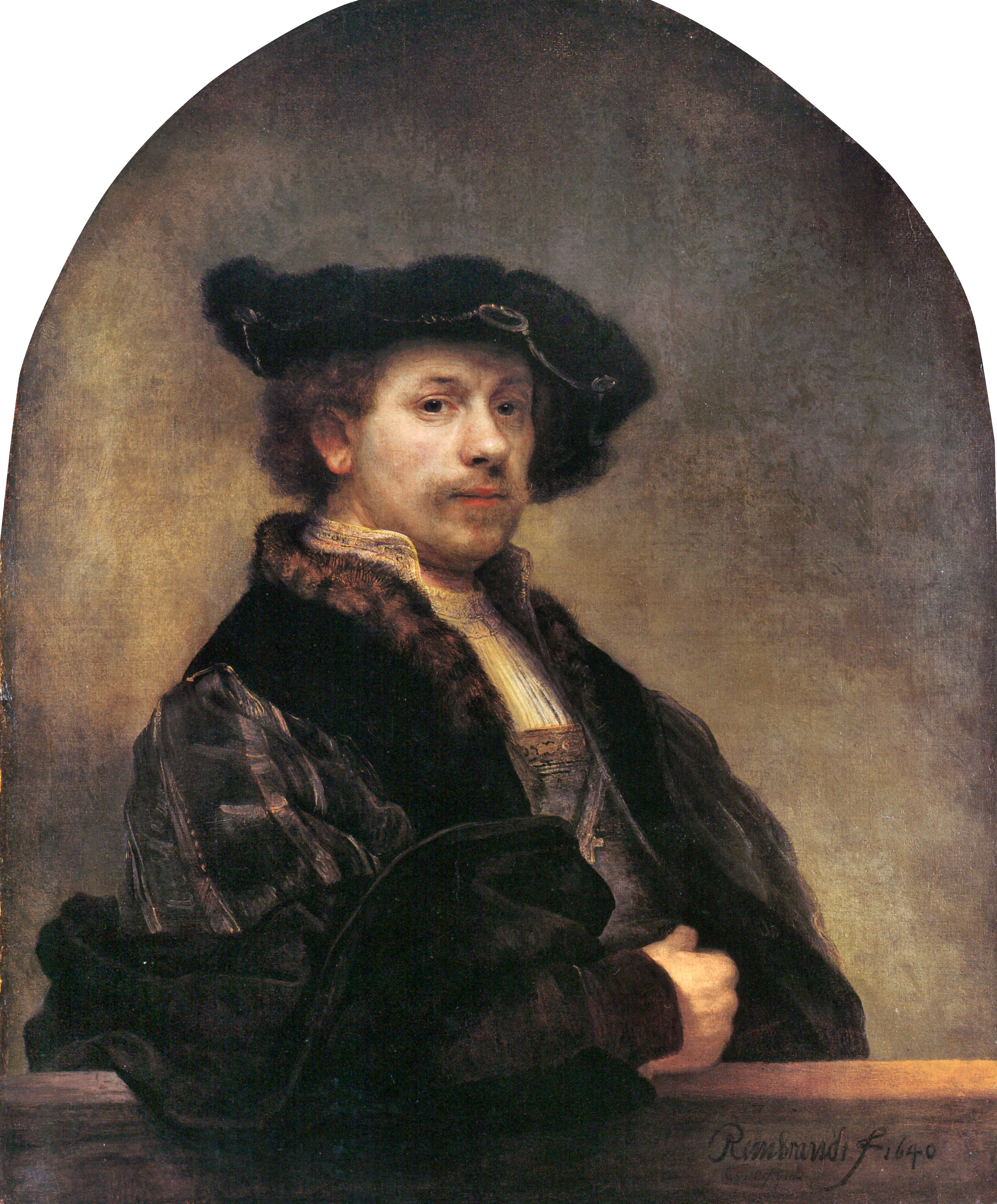
Autoritratto di Rembrandt, tra i massimi esponenti del secolo d'oro olandese.

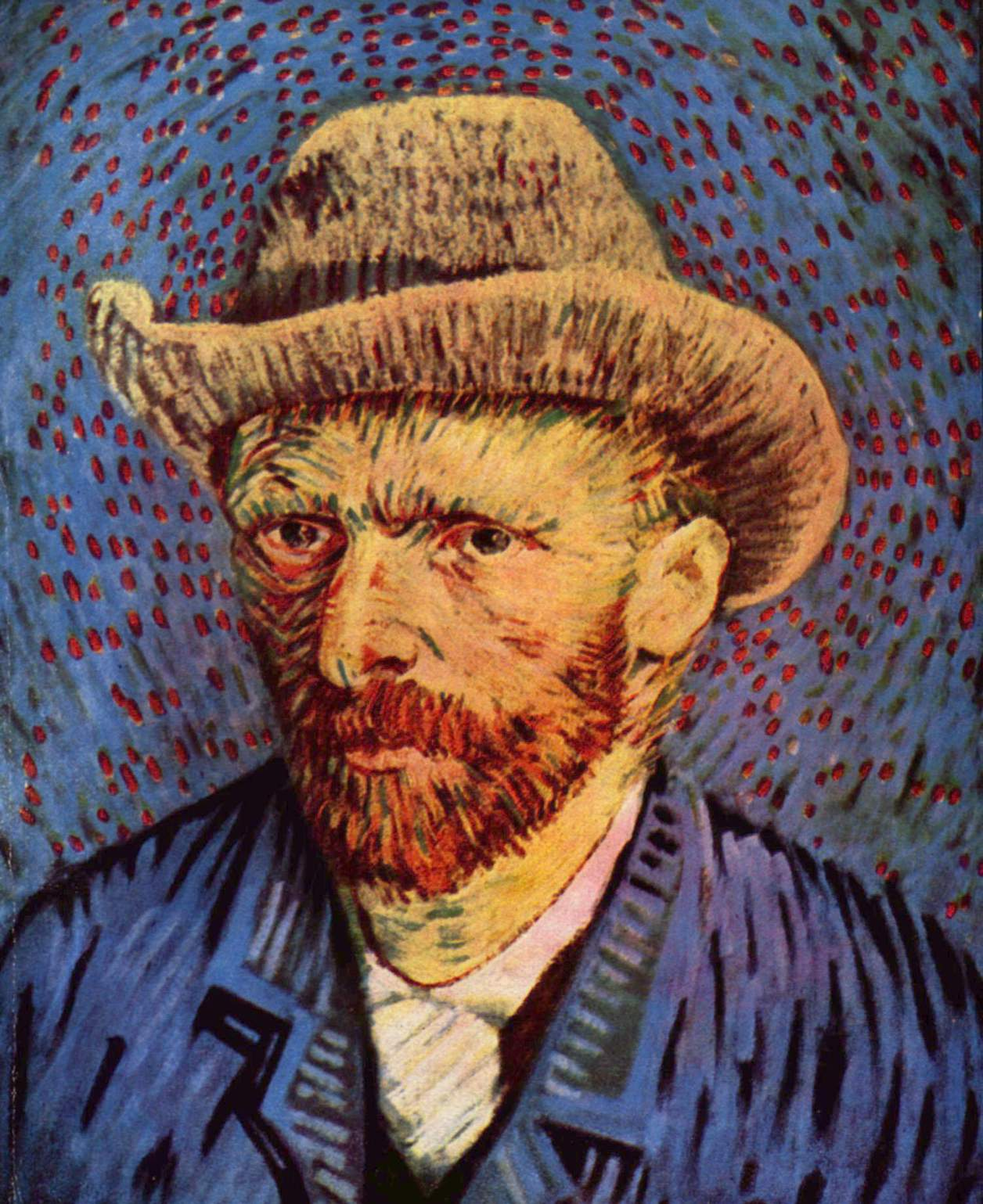
Vincent van Gogh, tra i più importanti pittori del XIX secolo.

La pittura olandese ha una grande tradizione che risale almeno ai maestri fiamminghi del tardo medioevo e del primo rinascimento (Jan van Eyck, Hieronymus Bosch, Pieter Bruegel il Vecchio).
Come in campo politico, il XVII secolo fu il Secolo d'oro della pittura olandese. con le opere di Rembrandt, Jan Vermeer, Frans Hals, Jacob Van Ruisdael e molti altri: possiamo parlare quindi del cosiddetto Secolo d'oro olandese.
Molti anche gli artisti attivi nell'800, come l'impressionista Isaac Israëls. Tuttavia il più famoso pittore olandese fu sicuramente Vincent van Gogh, esponente dell'espressionismo, attivo prima nei Paesi Bassi, poi in Francia alla fine del XIX secolo.
Nel corso del XX secolo altri importanti artisti olandesi sono stati Piet Mondrian (iniziatore del movimento artistico De Stijl, conosciuto anche come neoplasticismo), Theo van Doesburg, Maurits Cornelis Escher, noto, in particolare, per le incisioni su legno e le litografie, i pittori Geer van Velde e Bram van Velde, Peter Alma. Di grande importanza per il design l'opera di Gerrit Rietveld.

### Patrimoni dell'umanità
Il ricco patrimonio culturale dei Paesi Bassi è testimoniato anche dalla presenza di diversi siti iscritti nella Lista dei patrimoni dell'umanità dell'UNESCO.

### Letteratura

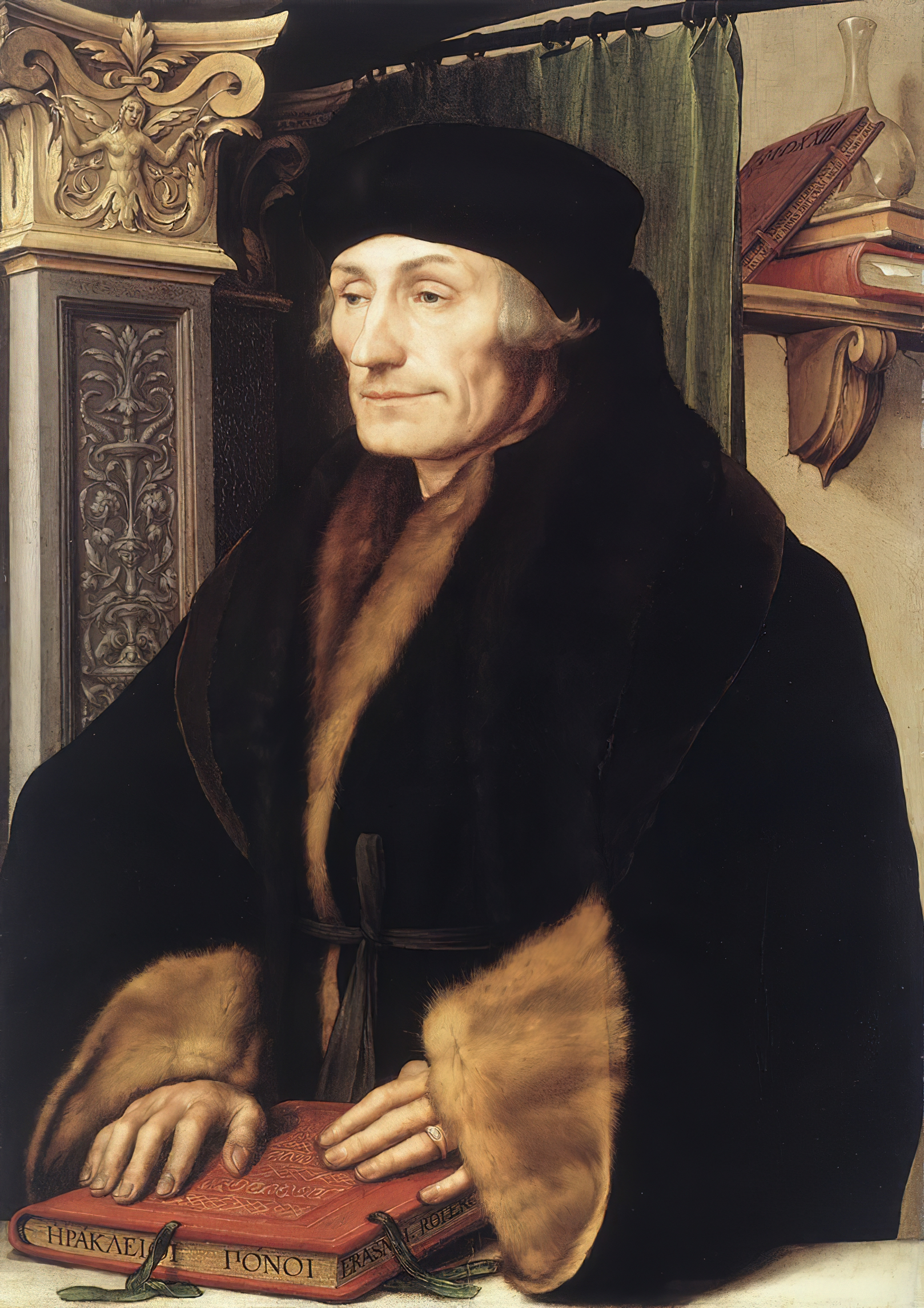
Erasmo da Rotterdam in un dipinto di Holbein il Giovane

I primi olandesi a raggiungere fama internazionale per i propri scritti furono probabilmente i filosofi Erasmo da Rotterdam, importante esponente dell'umanesimo cristiano e autore de l'Elogio della follia (1511) e Spinoza, esponente del razionalismo e autore dell'Ethica (1677), che furono attivi nel XVI e nel XVII secolo. Essi però generalmente non scrissero in olandese, bensì in latino.
Nel XVII secolo tuttavia l'olandese iniziò ad essere usato come lingua letteraria, ad esempio dal drammaturgo Joost van den Vondel, del quale si ricordano il suo celeberrimo Lucifero (1654) e da P. C. Hooft; e ancora si affermano i Libri di emblemi di Jacob Cats; la prima traduzione in olandese della Bibbia, nota come De Statenbijbel risale al 1637 ed è considerata una delle pietre miliari nell'evoluzione della lingua olandese.
Nel XIX secolo Multatuli pubblicò quello che probabilmente è il più importante romanzo della letteratura olandese, Max Havelaar (1860); in esso si denunciava il maltrattamento degli indigeni nelle colonie olandesi.
La letteratura neerlandese del XX secolo è stata caratterizzata dalla diversità degli stili e dei temi affrontati dai suoi autori più rilevanti. Hella S. Haasse è stata acclamata per i suoi romanzi storici, che esplorano in profondità la complessità della vita olandese attraverso i secoli. Marga Minco, invece, è nota per la sua prosa scorrevole e intensa, spesso focalizzata su temi legati alla memoria individuale e collettiva degli orrori della Seconda Guerra Mondiale.
L'opera letteraria più celebre della letteratura in lingua neerlandese rimane il "Diario" di Anna Frank, che ha toccato milioni di lettori in tutto il mondo con la sua testimonianza autentica e commovente della persecuzione durante l'Olocausto.
Willem Frederik Hermans è stato un autore provocatorio e iconoclasta, con uno stile tagliente e una narrazione che esplora i confini della realtà e della percezione umana. Harry Mulisch ha spesso mescolato elementi di fantascienza e storia, creando opere coinvolgenti e filosoficamente profonde. L'opera più celebre dell'autore L'attentato è diventata una pietra miliare della letteratura post-bellica del Novecento. Gerard Reve, infine, ha affrontato temi come la religione, l'omosessualità e l'identità personale con uno stile provocatorio e audace.
Nel XXI secolo, la letteratura neerlandse ha continuato a evolversi, con autori che riflettono le sfide e le questioni della contemporaneità. Kader Abdollah ha scritto romanzi che esplorano le complesse intersezioni tra culture e identità, offrendo una prospettiva unica sull'esperienza migratoria. Frank Westerman si distingue per il suo approccio narrativo non convenzionale e la sua capacità di intrecciare fatti storici con racconti personali, offrendo una visione nuova e stimolante della storia olandese e mondiale. Connie Palmen, invece, ha scritto opere che esplorano i confini della filosofia e della psicologia, con uno stile ricco di riflessioni profonde e introspezioni psicologiche. Cees Nooteboom e Jan Brokken hanno contribuito in modo significativo alla scena letteraria olandese del XXI secolo. Nooteboom è noto per la sua prosa raffinata e la sua capacità di creare atmosfere suggestive, spesso esplorando temi esistenziali e culturali con profondità e sensibilità. Jan Brokken, invece, si è distinto per le sue opere che mescolano la narrazione storica con la narrativa contemporanea, offrendo uno sguardo avvincente sulla complessità dell'esperienza umana e storica. Questi autori hanno arricchito il panorama letterario olandese con la loro diversità stilistica e la loro capacità di cogliere le sfumature della vita moderna.

### Filosofia e storia

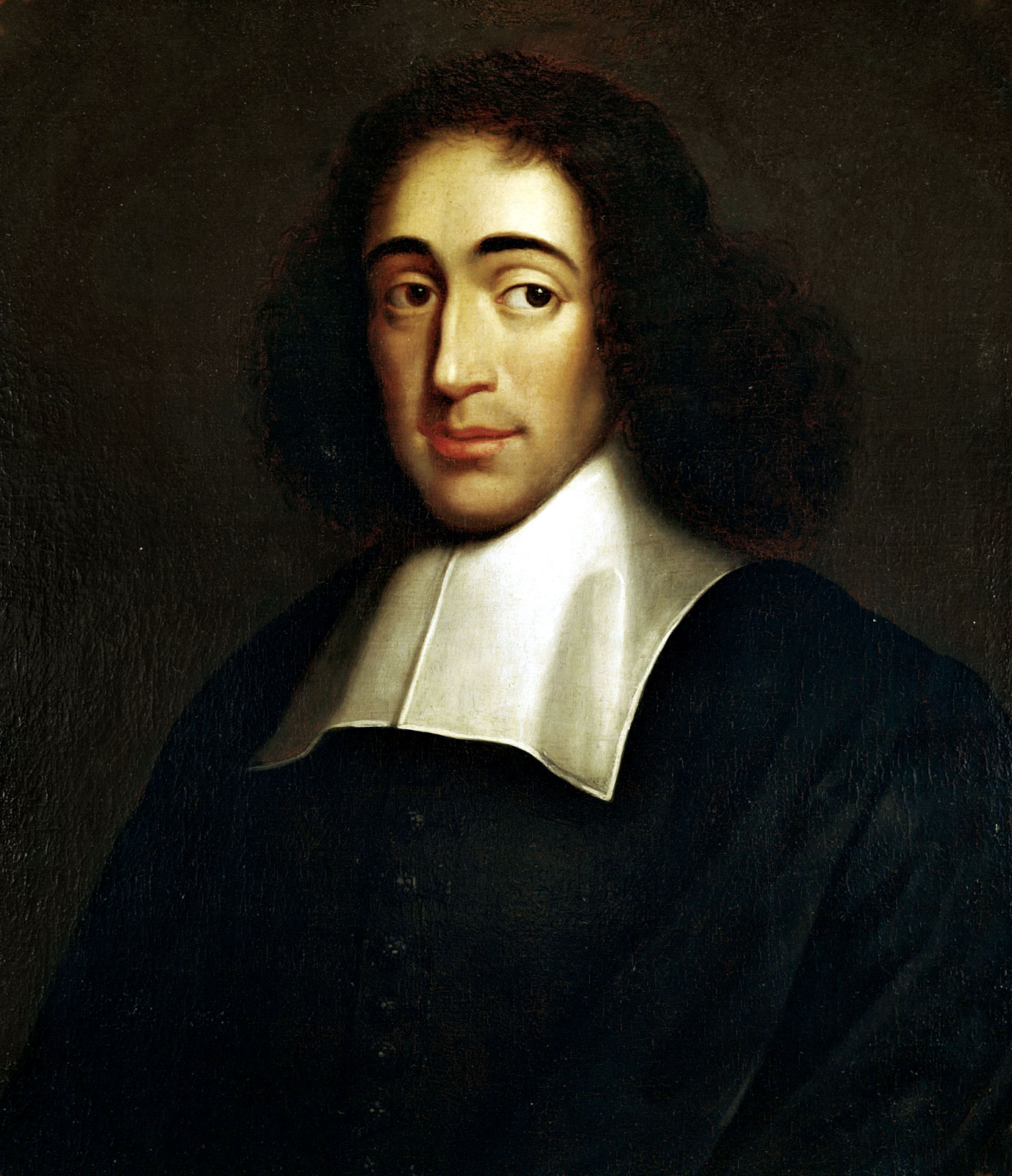
Baruch Spinoza, uno dei più importanti esponenti del pensiero filosofico moderno.

In ambito filosofico i Paesi Bassi possono vantare di importanti personalità: nel XVI secolo Erasmo da Rotterdam, tra i più noti rappresentanti dell'umanesimo cristiano, autore del celebre saggio l'Elogio della follia (1511). Nel XVII secolo spicca la figura di Baruch Spinoza, autore del saggio l'Ethica (1677) e esponente illustre del razionalismo. Nel XVIII secolo spicca la figura di Bernard de Mandeville, celebre autore del poemetto satirico La favola delle api (1705). In ambito storico nel XX secolo ricordiamo invece la figura di Johan Huizinga, che ha condotto, in particolare, importanti studi su medioevo, ed è autore del libro Autunno del Medioevo (1919).

### Diritto

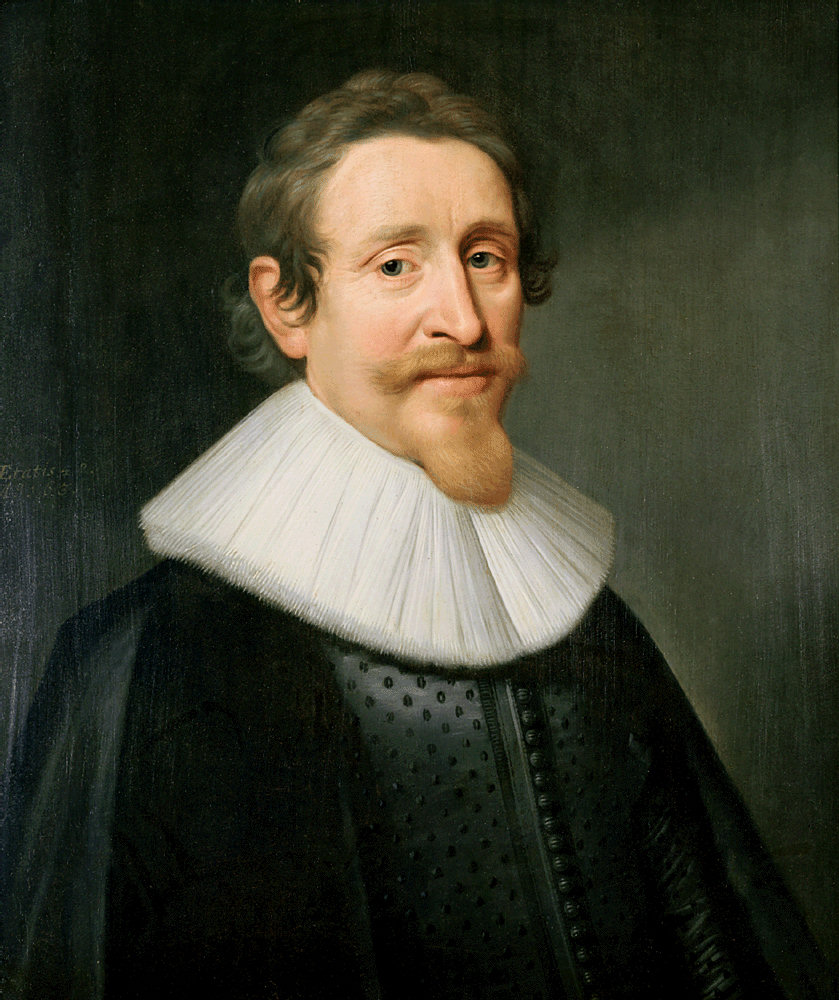
Ugo Grozio, uno dei più importanti esponenti del pensiero giuridico moderno.

In campo giuridico i Paesi Bassi hanno avuto un posto rilevante in particolare nel XVII secolo, con Ugo Grozio, uno degli esponenti più significativi del Giusnaturalismo o diritto naturale, e autore del De iure belli ac pacis (1625). Tra il XIX e il XX secolo si distinse la figura di Aletta Jacobs, medico e importante esponente del movimento femminista olandese.

### Musica e danza
Il contributo olandese al patrimonio storico della musica classica mondiale è alquanto scarso, principalmente perché i calvinisti consideravano frivola la musica. Tra il XVI  e il XVII secolo spicca la figura di Jan Pieterszoon Sweelinck, tra gli innovatori della musica per tastiera. Salvo che il primo metodo per fortepiano della storia della musica fu pubblicato da Francesco Pasquale Ricci, maestro presso la corte dello statolder di Guglielmo V, e dedicato alla principessa Louise d'Orange Nassau (poi ripubblicato con una seconda parte di J.C. Bach, suo amico, nel 1786 circa) ma che ebbe compositrici quali la Duchessa di Boetzelaer. Al giorno d'oggi comunque vi sono numerose orchestre (fra cui la più famosa è quella del Concertgebouw di Amsterdam) ed alcuni teatri d'opera (in particolare il Muziektheater di Amsterdam) e notevoli esecutori di musica antica, come Gustav Leonhardt, Barthold Kuijken, Sigisvald Kuijken, Ton Koopman. Tipico strumento musicale a fiato in legno è il Midwinterhoorn.
Nel campo della musica Jazz i Paesi Bassi hanno un ruolo importante in Europa: sono sede del più importante festival jazz d'Europa (il Festival Jazz del Mare del Nord, tenuto in estate all'Aia). Possiedono numerosi conservatori che insegnano il jazz ad alto livello e possono quindi vantare numerosi e ottimi esecutori, per citarne alcuni: Peter Beets, Fay Claassen, Heyn Van de Geyn.
I Paesi Bassi possono vantare un ruolo importante anche nella musica metal. Essi infatti sono patria di diverse band che si sono distinte per l'innovazione verso un metal meno purista e che si sono dedicate invece a provare le varie combinazioni tra metal e musica classica e sinfonica, creando varie versioni di Symphonic Metal e Gothic metal. I maggiori esponenti di tale genere sono i The Gathering, gli Ayreon, gli Stream of Passion, gli After Forever, i Delain, i Within Temptation e gli Epica. Per la musica pop si è distinto, tra gli altri, Marco Borsato. Per il genere rock psichedelico spiccano gli Shocking Blue. Nel corso degli anni '90 assistiamo all'affermazione anche dell'eurodance con esponenti noti, tra i quali spiccano i 2 Unlimited, Vengaboys e Alice DeeJay.
I Paesi Bassi (specialmente la provincia del Limburgo) sono una delle nazioni in cui la musica per orchestre di fiati conosce il maggiore sviluppo. Possiedono infatti alcune delle migliori orchestre di fiati del mondo, e ogni quattro anni organizzano, nella città di Kerkrade, il World Music Contest, universalmente riconosciuto come il più importante concorso mondiale per orchestre di fiati, fanfare e brass band. Tra le direttrici d'orchestra ricordiamo Antonia Brico, a livello internazionale, prima donna riconosciuta come direttrice d'orchestra.
Amsterdam è poi una delle scene più importanti al mondo per la musica pop-rock e per la cosiddetta world music. Pioniere della musica rock in lingua olandese è considerato Peter Koelewijn.. Un diffuso sottogenere della musica pop è costituito dal levenslied.
I Paesi Bassi sono all'avanguardia per la danza moderna, con importanti compagnie all'Aia (Nederlands Dans Theater, Introdans) e Rotterdam (Scapino ballet, Danse Academie). La compagnia Nazionale di Balletto di Amsterdam tende invece ad eseguire principalmente un repertorio classico.
I Paesi Bassi sono il luogo di sviluppo di molti generi di musica elettronica tra cui la gabber, la trance e l'EDM.

### Cinema
L'industria cinematografica olandese è piuttosto piccola e produce circa 20 pellicole all'anno, spesso cofinanziate dallo Stato. Fra i registi olandesi si segnalano il documentarista Joris Ivens e i noti registi hollywoodiani Paul Verhoeven (RoboCop, Basic Instinct), Anton Corbijn (La spia - A Most Wanted Man) e Jan de Bont (Speed). Fra gli attori il più famoso è indubbiamente Rutger Hauer.
Fra i più famosi film realizzati nei Paesi Bassi si segnalano Soldato d'Orange, Amsterdamned, L'albero di Antonia e Fanfare. Tre film olandesi, inoltre, hanno vinto l'Oscar al miglior film straniero, primo dei quali è stato, nel 1987, Assault di Fons Rademakers. Primo film olandese candidato per l'Oscar al miglior film straniero fu, nel 1960, Il villaggio sul fiume del regista Fons Rademakers.
Nei Paesi Bassi si tengono annualmente diversi festival cinematografici, fra cui il Film Festival dei Paesi Bassi di Utrecht fra settembre ed ottobre, il Festival Internazionale del Cinema di Rotterdam (in febbraio) e l'International Documentary Film Festival di Amsterdam (IDFA) a novembre.
Generalmente i film stranieri non vengono doppiati, ma vengono semplicemente sottotitolati in olandese, fatta eccezione per i film per bambini.

### Scienza

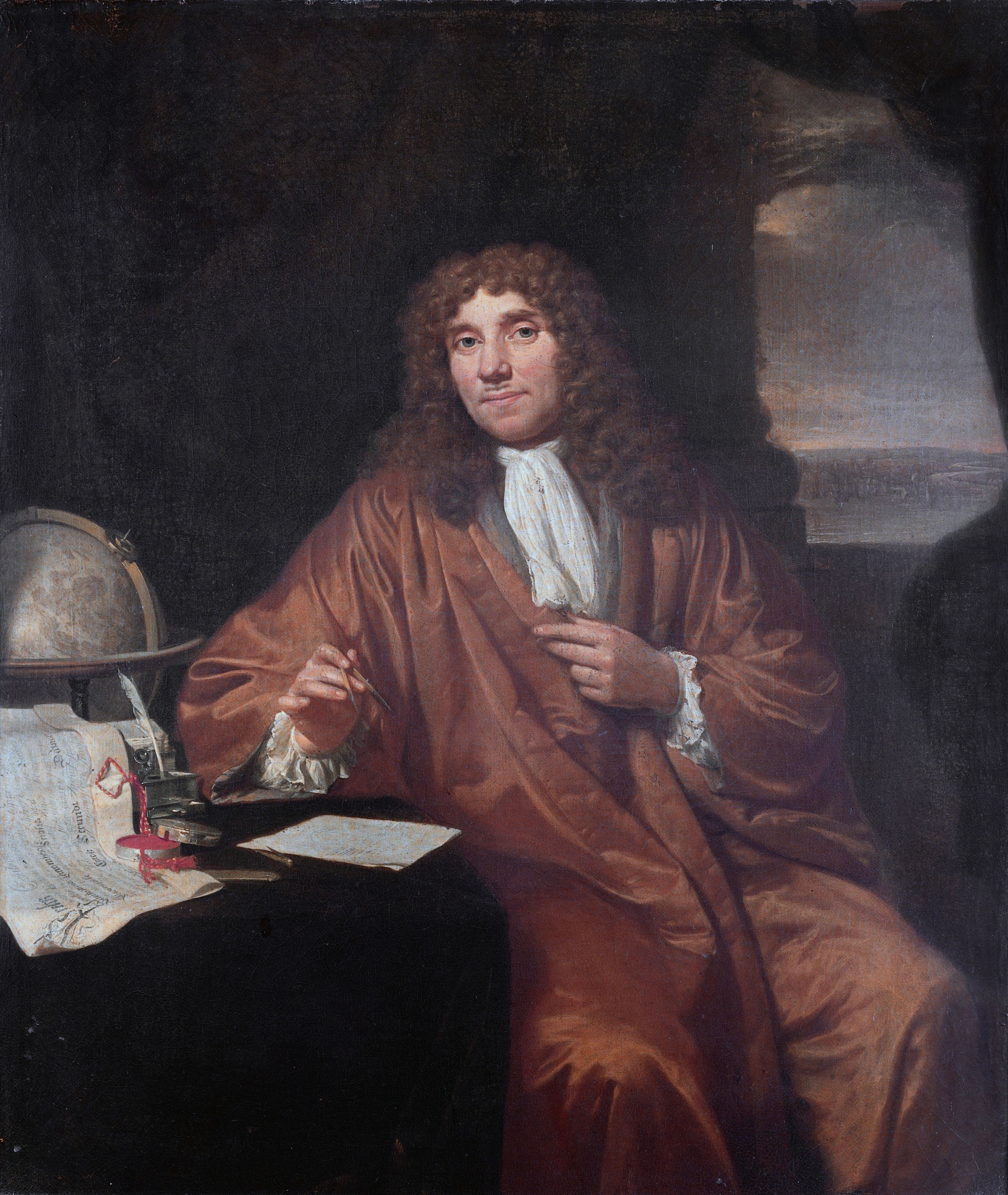
Antoni van Leeuwenhoek, uno degli esponenti della Rivoluzione scientifica.

In campo scientifico i Paesi Bassi si sono affermati in particolare nel XVII secolo, definito il secolo d'oro olandese e nel XVIII secolo.

#### Biologia
- La scoperta dei bacteria (i batteri) (1676), da parte del naturalista Antoni van Leeuwenhoek
- La scoperta degli spermatozoi (1677), da parte di Antoni van Leeuwenhoek
- La scoperta del processo chimico della fotosintesi clorofilliana (1779), da parte del biologo e botanico Jan Ingenhousz

#### Medicina
- 1903: invenzione dell'elettrocardiogramma (ECG), da parte di Willem Einthoven

#### Chimica
Jacobus Henricus van 't Hoff, primo scienziato a vincere il Premio Nobel per la chimica, nel 1901 per la scoperta delle leggi della dinamica chimica e della pressione osmotica nelle soluzioni.

#### Fisica
- La fisica meccanica durante il secolo d'oro olandese: Christiaan Huygens, autore de Horologium oscillatorium (1673) e l'invenzione dell'orologio a pendolo (1656)

#### Invenzioni
- 1624: costruzione del primo sottomarino ad opera di Cornelius Drebbel
- 1963: invenzione dell'audiocassetta ad opera di Lou Ottens

#### Esplorazioni
- Willem Barents (c.1550-1597), esploratore dell'Artide e del Mare di Barents (che prende il nome proprio dal navigatore olandese)
- Abel Tasman fu il primo europeo a raggiungere le isole della Tasmania (1642) e la Nuova Zelanda (1642)
- Jan van Riebeeck, il fondatore di Città del Capo (1652), capitale  legislativa del Sudafrica

#### Astronomia
- 25 marzo 1655: scoperta di Titano da parte di Christiaan Huygens

#### I Paesi Bassi nello spazio
- 30 agosto 1974: viene lanciato ANS, il primo satellite olandese
- 30 ottobre 1985: Wubbo Ockels è il primo cittadino dei Paesi Bassi ad andare nello spazio.

### Gastronomia
La cucina olandese risente in parte del passato coloniale della nazione ed è molto spesso un tipo di cucina ricco di calorie.

## Sport

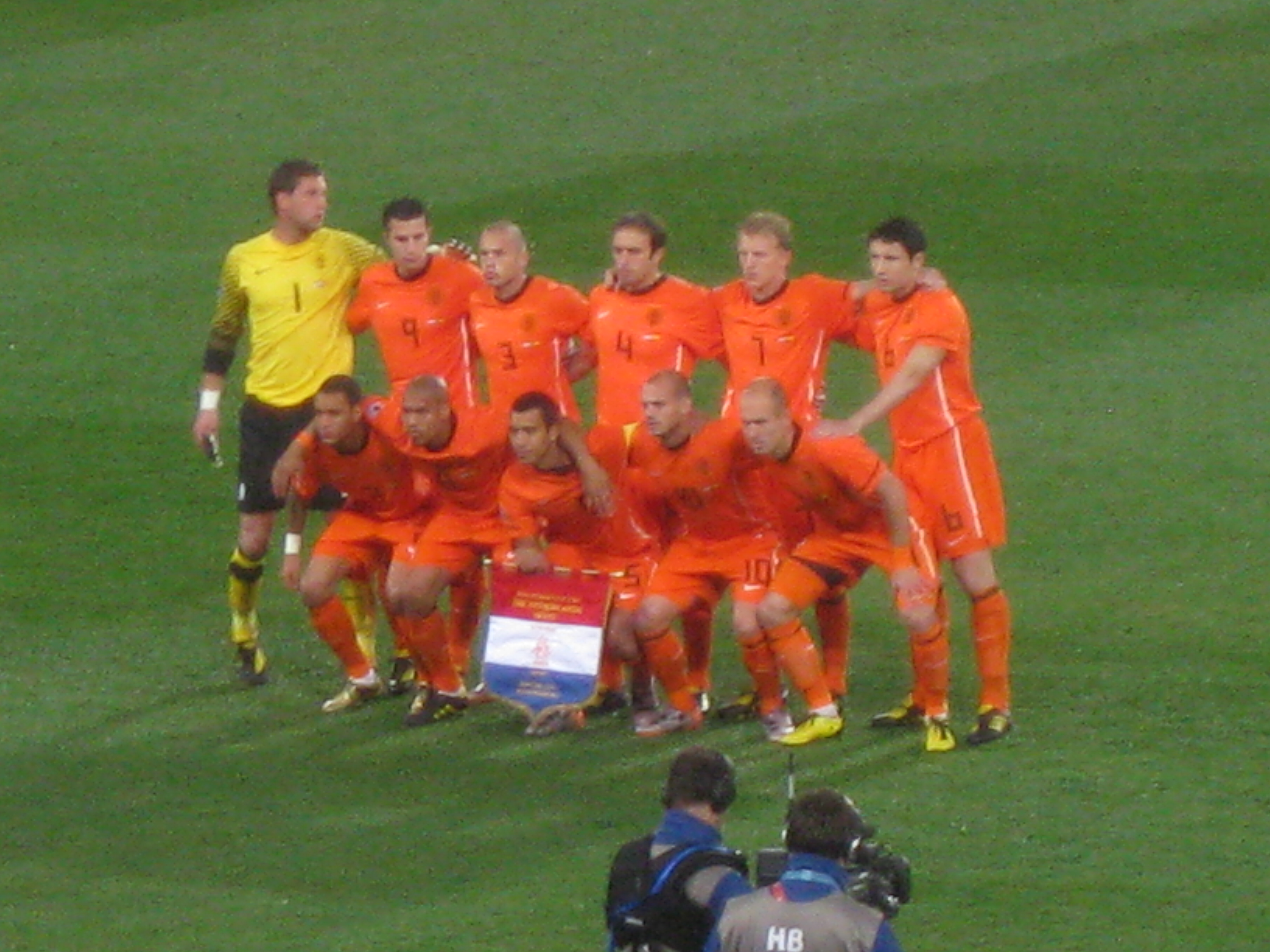
La nazionale di calcio dei Paesi Bassi, scesa in campo nella finale dei Mondiali 2010 contro la Spagna.

Come nella maggior parte degli altri paesi sviluppati, molti degli abitanti dei Paesi Bassi praticano qualche sport a livello amatoriale: oltre un quarto degli olandesi frequenta almeno uno degli oltre 35 000 centri sportivi del paese, e due terzi della popolazione oltre i 15 anni pratica qualche sport. Come altrove, lo sport è anche un importante fenomeno sociale e di costume.
Gli sport più popolari, sia dal punto di vista della pratica attiva che dell'affluenza di pubblico sono il calcio, il ciclismo, il pattinaggio, l'hockey su prato ed il tennis, nei quali i Paesi Bassi possono spesso vantare squadre ed atleti di ottimo livello.

### Calcio
In particolare i Paesi Bassi vantano una tradizione calcistica tra le migliori al mondo essendo riconosciuti come gli inventori del cosiddetto calcio totale e avendo avuto campioni e fuoriclasse come Johan Cruijff, Marco van Basten, Ruud Gullit, Frank Rijkaard e Robin van Persie. La nazionale di calcio olandese ha conquistato tre secondi posti nelle fasi finali dei campionati mondiali di calcio (1974, 1978 e 2010) e ha vinto i campionati europei nel 1988 mentre l'Ajax è una tra le più titolate squadre di club al mondo.

### Ciclismo
il ciclismo è uno sport molto praticato in Olanda. La tradizione ciclistica olandese vanta molti campioni internazionalmente riconosciuti. Al giorno d’oggi probabilmente il ciclista olandese più noto è Mathieu van der Poel, nipote dell’altrettanto famoso Raymond Poulidor.

### Baseball
Altro sport molto popolare è il baseball: nel 2011 la Nazionale ha vinto il campionato mondiale disputatosi a Panama e, insieme all'Italia, è la principale potenza europea del "batti e corri".

### Pallavolo
Da qualche decennio è entrata a far parte dell'interesse degli abitanti anche la pallavolo, sport nel quale, sul finire degli anni novanta, grazie alle imprese della propria nazionale maschile, è stata fra le prime potenze a livello mondiale. Da ricordare infatti, il titolo europeo del 1997, ma soprattutto, l'oro olimpico ad Atlanta '96, ottenuto a spese dell'Italia.

### Atletica leggera

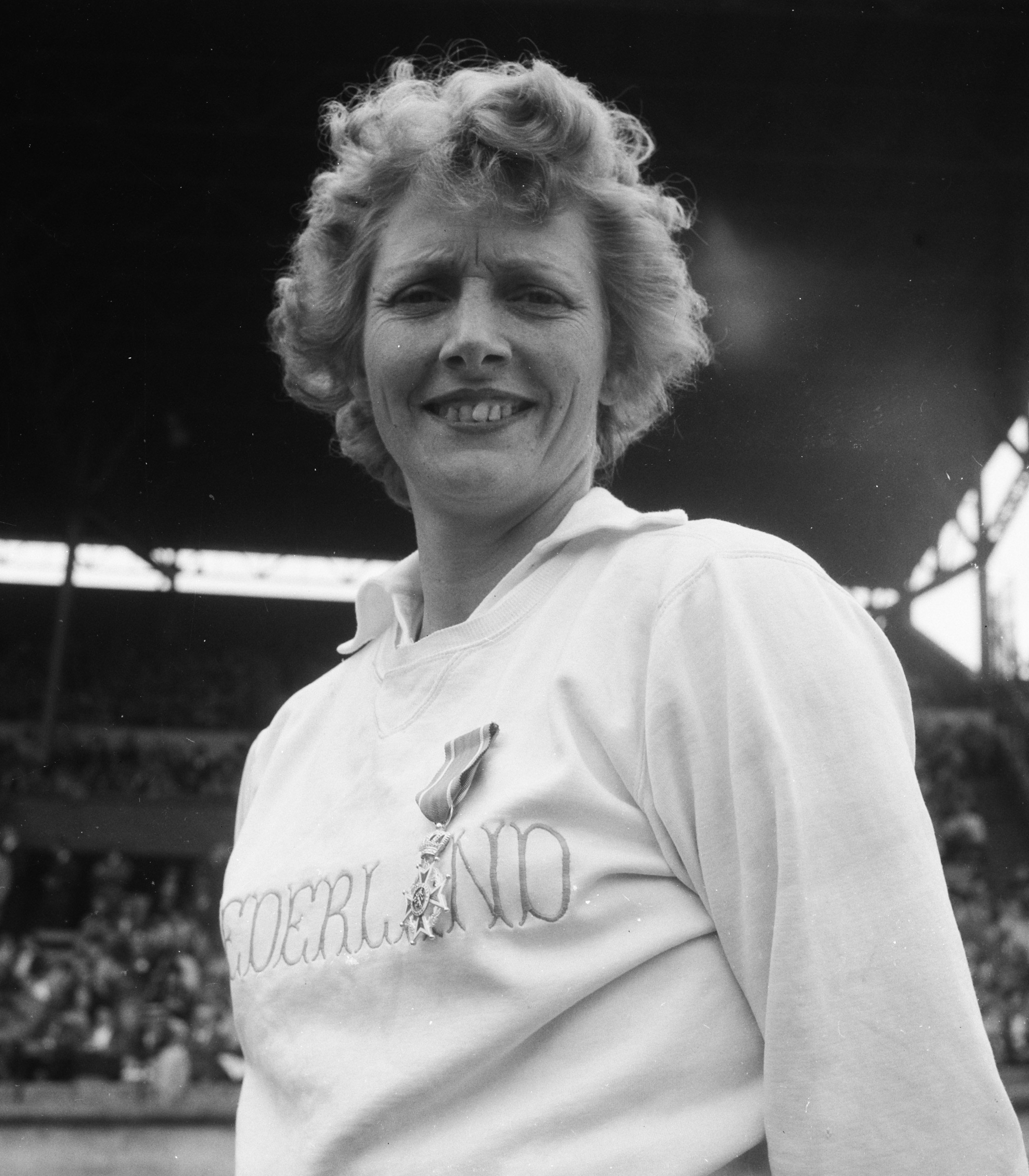
Fanny Blankers- Koen

Per l'atletica leggera da ricordare la figura di Fanny Blankers-Koen, soprannominata la mammina volante, vincitrice di ben 4 ori olimpici alle Olimpiadi di Londra 1948.

### Motori

circuito di Zandvoort

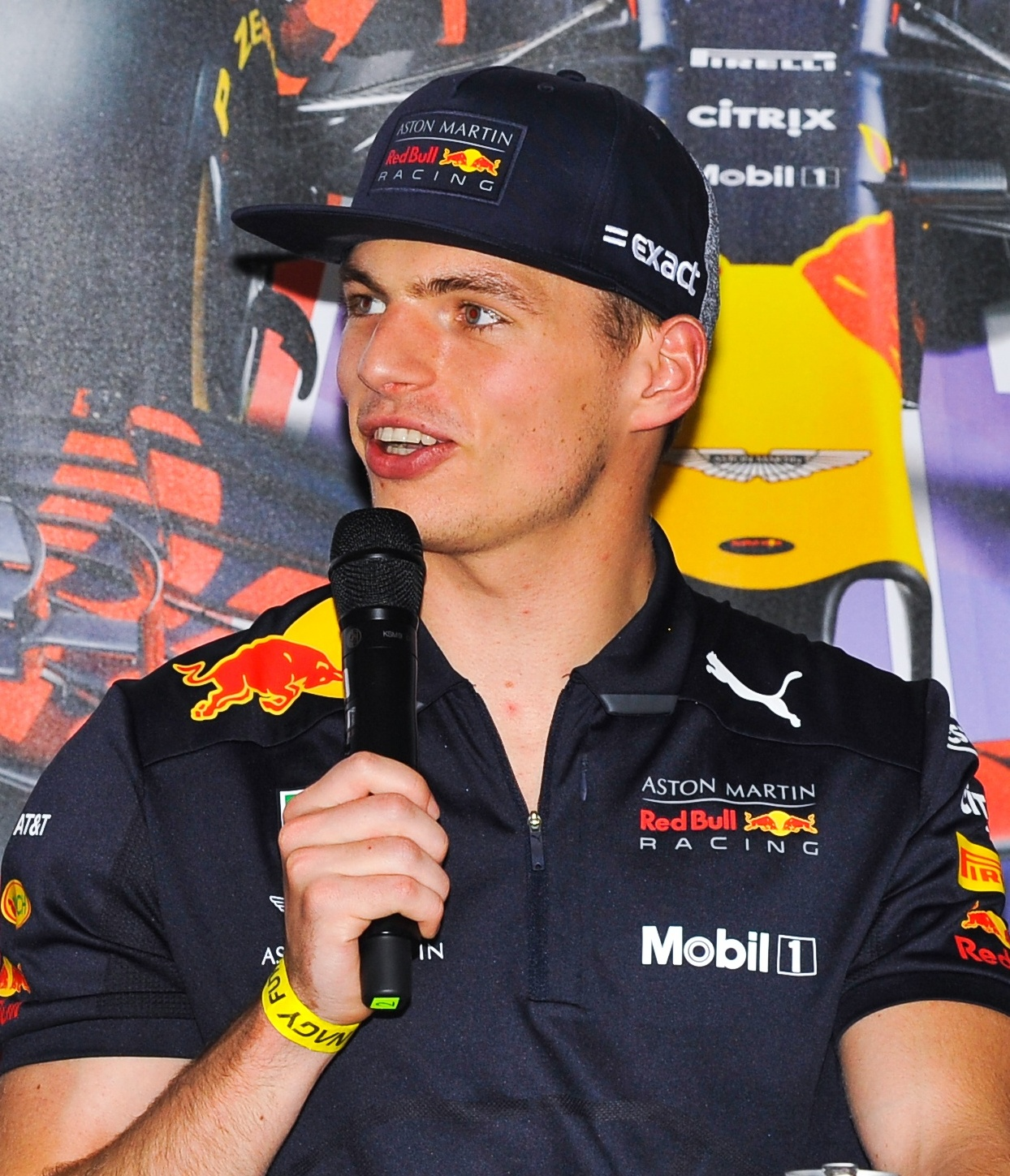
Max Verstappen

Tra il 1952 e il 1985 si è corso il Gran Premio d'Olanda di Formula 1 sul Circuito di Zandvoort.
Il Gran Premio è tornato nel calendario nel 2021. Ininterrottamente dalla prima edizione nel motomondiale si corre il Gran Premio motociclistico d'Olanda sul circuito motociclistico di Assen. Questo fino al 2020, dov'è stato annullato sempre a causa della pandemia.
Tra i piloti automobilistici nederlandesi più importanti ci sono Max Verstappen e Nyck de Vries, rispettivamente i detentori dei titoli mondiali piloti di Formula 1 e di Formula E.

### Giochi olimpici
L'atleta olandese più medagliata dei Giochi olimpici moderni è Ireen Wüst, nel pattinaggio di velocità (5 ori, 5 argenti, 1 bronzo)
Il primo oro olimpico per i Paesi Bassi fu conquistato da Joop Carp, Piet Wernink, Berend Carp, nella vela, classe 6,5 metri, ai Giochi olimpici di Anversa 1920.
La prima medaglia olimpica per i Paesi Bassi fu la medaglia di bronzo, conquistata nel Tiro ai Giochi della II Olimpiade, (Parigi 1900)

### Altri sport
Dal punto di vista dei risultati e del numero di partecipanti i Paesi Bassi sono da sempre la patria del kickboxing, vantando le migliori scuole del mondo in tale disciplina ed atleti che hanno scritto la storia di tale sport, come i pluricampioni K-1 Peter Aerts, Ernesto Hoost, Semmy Schilt e il campione dei giorni attuali Rico Verhoeven, nonché la leggenda del muay thai Ramon Dekkers; di riflesso eccellono anche in altri sport da combattimento come le arti marziali miste, dove lottatori come Bas Rutten, Alistair Overeem e Marloes Coenen si sono resi protagonisti a livello internazionale. Nello short track ricordiamo Lara van Ruijven, oro ai campionati mondiali di short track 2019.
Esistono anche diversi sport tipici olandesi; uno dei più curiosi è il fierljeppen, una sorta di "salto in lungo con l'asta" che si ritiene essere nato dalla pratica dei contadini frisoni di attraversare piccoli canali saltandoli con l'aiuto di un'asta.
Per il pattinaggio di velocità su ghiaccio, nei Paesi Bassi, si tiene, con cadenza variabile, la Elfstedentocht.

## Tradizioni

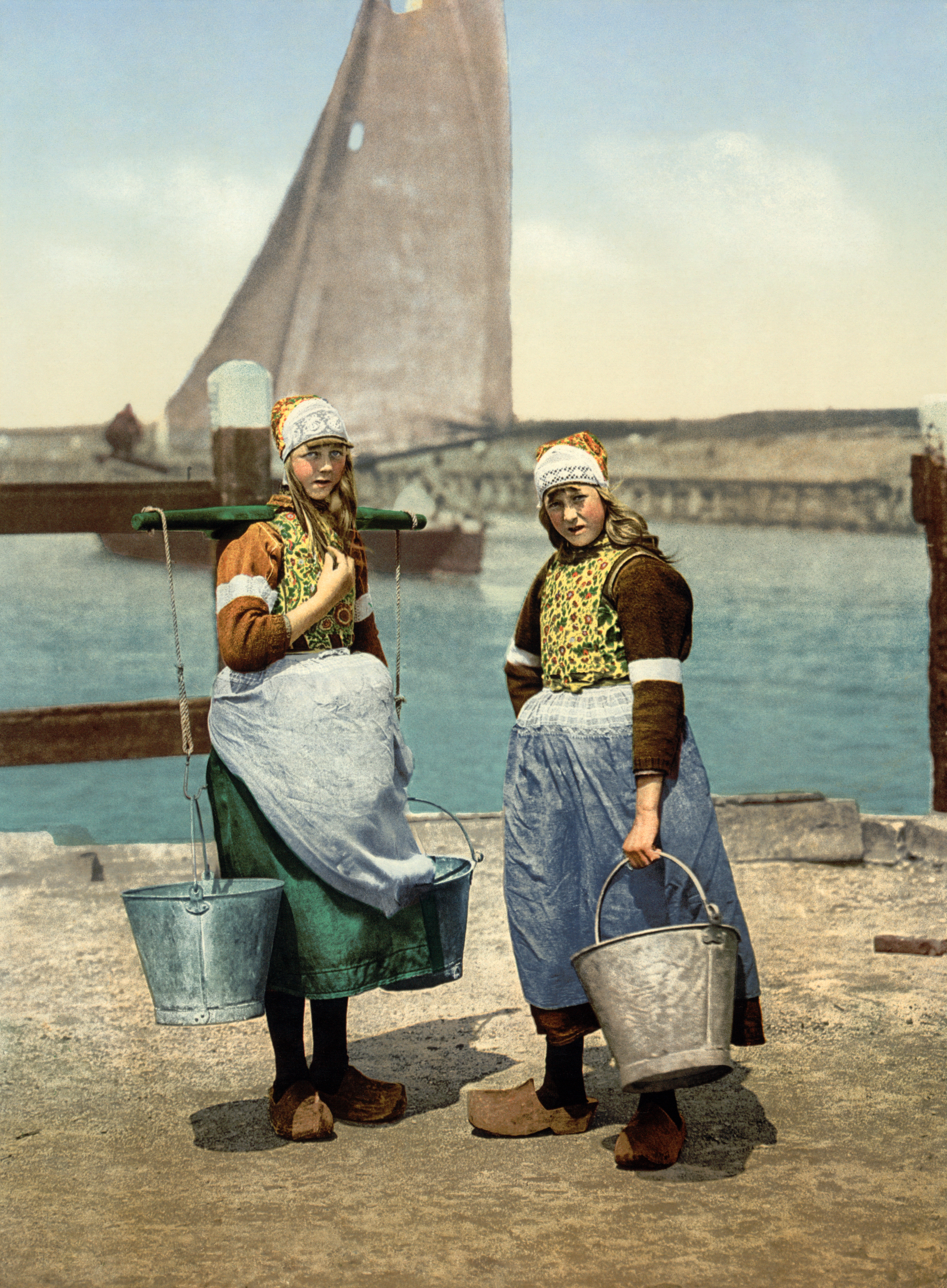
Due ragazze nel costume tipico tra il XIX e XX secolo

La bicicletta (fiets in olandese) è uno dei mezzi di trasporto più diffusi e utilizzati. Normalmente ogni famiglia ne possiede più di una e davanti alle stazioni ferroviarie se ne vedono a centinaia incatenate nei parcheggi ad esse adibiti. La tipologia del territorio, particolarmente pianeggiante, è adatta a questo mezzo di trasporto pratico, economico e non inquinante.
Un tempo circa 10 000 mulini a vento (windmolens) punteggiavano la campagna olandese, anche se ora ne restano solo poco più di 500. Introdotti in Europa nel XII secolo, ebbero grande diffusione nei Paesi Bassi per via del territorio piatto, che rende difficile costruire mulini ad acqua ma non ostacola il vento e consente di sfruttarne tutta la forza. Usati per distribuire l'acqua, prosciugare la terra, macinare il grano, i mulini a vento sono un elemento caratteristico del paesaggio e quelli che restano sono spesso preservati come monumenti; alcuni sono tuttora in funzione.
Uno dei più conosciuti simboli dei Paesi Bassi è il costume cosiddetto "da olandesina", con la tipica cuffietta a punta, le trecce bionde e gli zoccoli di legno. Come tutti i costumi tradizionali, non viene più indossato nella vita di tutti i giorni, ma i pochi che ne possiedono uno (spesso in qualità di membri di qualche organizzazione "storica") lo sfoggiano solo in occasioni particolari, come feste religiose e popolari; fanno eccezione alcune località, tra le quali Staphorst, Bunschoten e Spakenburg, nelle quali buona parte delle donne anziane fa ancora uso dei costumi tradizionali.
I Paesi Bassi sono anche famosi per gli zoccoli (klompen), oggetti molto pratici perché con la terra umida, la pioggia e il freddo essi sono molto resistenti e tengono caldi i piedi. Si ha notizia del loro uso a partire dal tardo medioevo quando venivano usati dai contadini che lavoravano soprattutto nelle zone paludose. Fatti di legno di pioppo o di salice (alberi che abbondano nelle zone umide e pianeggianti dei Paesi Bassi, il cui legno consiste di fibre resistenti ed elastiche, facilmente lavorabili), essi non hanno cuciture o pezzi incollati o ad incastro ma vengono da un unico pezzo di legno. Un tempo venivano intagliati a mano, mentre ora generalmente vengono torniti a macchina. Oggi alla produzione "normale" (piuttosto rustica e che viene veramente utilizzata nelle campagne, per quanto sempre di meno), si è aggiunta quella "decorativa", in cui gli zoccoli sono dipinti e decorati in vari modi; questo tipo di produzione è spesso destinata ai turisti.

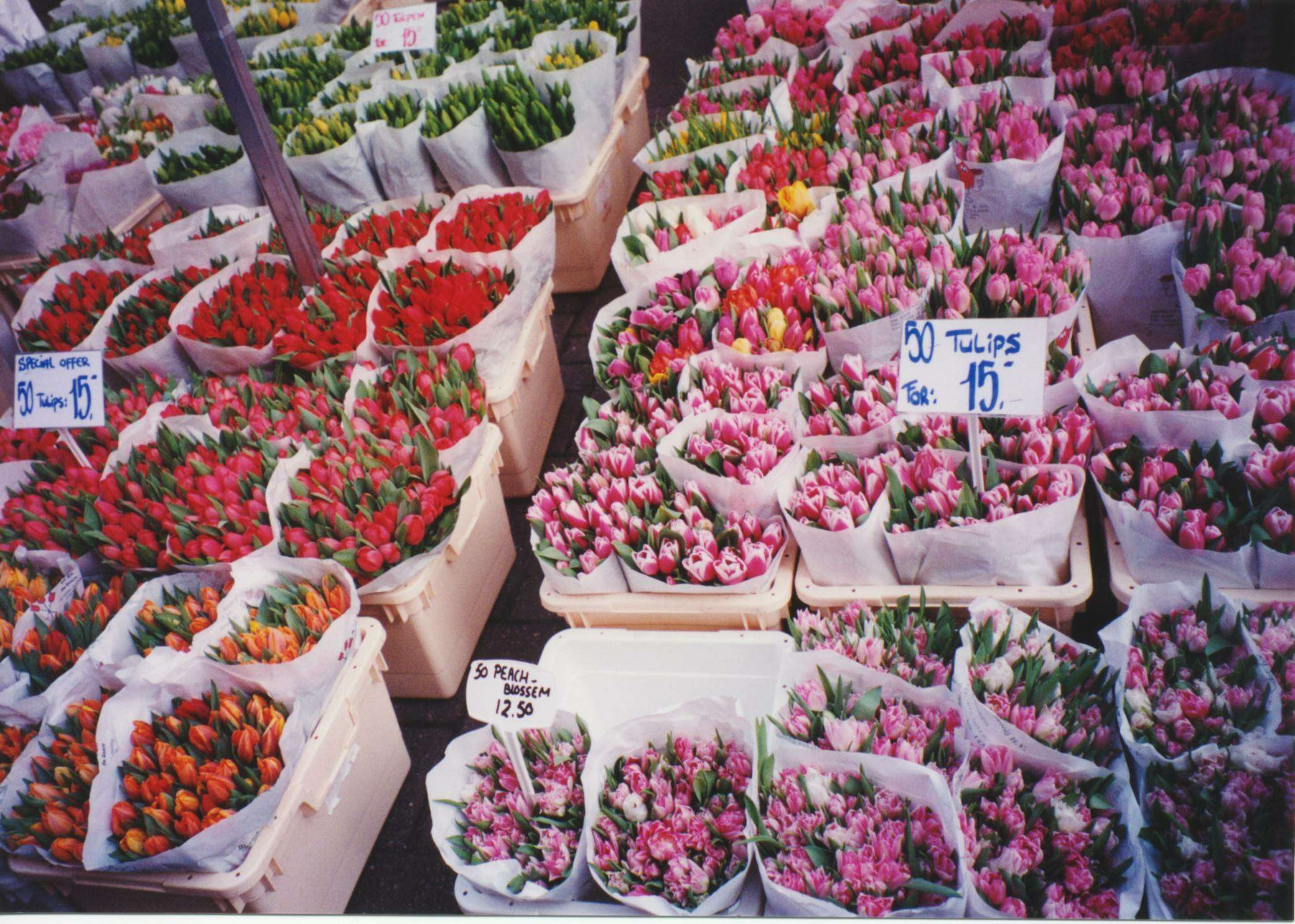
Tulipani nel Mercato dei Fiori di Amsterdam (Bloemenmarkt) (1999)

I tulipani (tulpen) sono originari dell'Asia. Furono portati nei Paesi Bassi dal botanico austriaco Carolus Clusius nel XVII secolo; la loro coltivazione si diffuse rapidamente in tutto il Paese, concentrandosi particolarmente nell'Olanda propriamente detta. Ogni inverno i coltivatori olandesi piantano i bulbi e in primavera raccolgono i tulipani. I bulbi dei tulipani vengono esportati in tutto il mondo.
I Paesi Bassi (ed in particolare l'Olanda) producono una notevole varietà di formaggi e ne esportano migliaia di tonnellate in tutto il mondo. Ancora oggi in diverse cittadine, come ad esempio Edam, esiste la pesa pubblica del formaggio; a Bodegraven, Woerden e Gouda (cittadine che hanno dato il loro nome a diversi tipi di formaggi) durante la settimana si tiene il mercato del formaggio.

## Festività nazionale e altre ricorrenze
| Data           | Nome                             | Significato                                                                                                  |
| -------------- | -------------------------------- | --- |
| 27 aprile      | Koningsdag (festività nazionale) | celebra il compleanno dell'attuale Re Guglielmo Alessandro dei Paesi Bassi                                   |
| 4 maggio       | Giornata Nazionale del Ricordo   | commemorazione di tutte le vittime olandesi in tutte le guerre o nelle operazioni di mantenimento della pace |
| 5 maggio       | Giorno della Liberazione         | Giornata della Liberazione: liberazione dall'occupazione della Germania nazista, nel 1945                    |
| 25-26 dicembre | Natale nei Paesi Bassi           | celebrazioni per la ricorrenza del Natale                                                                    |

## Legislazione libertaria
La politica dei Paesi Bassi ha un'impronta tendenzialmente liberale e di tolleranza sotto diversi rispetti. La vendita al dettaglio e il consumo di droghe leggere sono depenalizzati; la prostituzione è legale; i matrimoni omosessuali con diritto all'adozione sono legali; l'iter per il divorzio è breve; l'aborto è legale; l'eutanasia è legale per i maggiori di 12 anni.
Nel Luglio 2020 il Ministro dell'istruzione, della cultura e della scienza Ingrid van Engelshoven, ufficializza al Parlamento, l’avvio dell’iter per l’abolizione dell'indicazione «Maschio» e «Femmina» sui documenti di identità dei Paesi Bassi. I nuovi documenti di identità saranno effettivi dal 2024.